# 贛語
贛語是江右民系使用的主要语言，亦稱贛話、江西話，为漢藏語系漢語語族的一門聲調語言，主要通行於江西中北部、湖南東部、湖北東南部、安徽西南部和福建的西北部等地區，是該些地區事實上的公用語。使用贛語的人口大約在4,800萬，約佔中國人口的4%左右。
贛語是汉语的一支。若視漢語為一種語言，則贛語是它的一级方言，下分數支二級方言。若視漢語為“漢語族”，視贛語為獨立語言的話，則贛語下有數支贛語的方言。無論如何劃分，贛語的地位都跟官話、粤语、吳语、闽语、湘语、客语等相同，要麼同為獨立語言，要麼同為漢語下的一級方言。
贛語可分為九片方言，以南昌話為代表。据杨时逢《南昌音系》（1969），“南昌官话”（即带有更多文读成分的南昌话）为传统社会江西北部地区的共通语。贛語內部的各方言具有较多共同特点。
贛語也是一種聲調語言，這點跟漢語族下的一眾語言相同。

## 分布范围

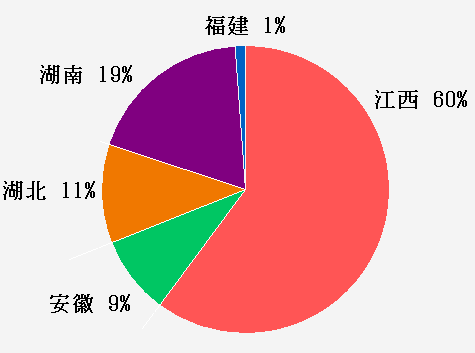
贛語的人口分佈情況

贛語作為江右民系使用的主要語言，使用人口在江西境內主要分佈在贛江的中下游、撫河流域及鄱陽湖週邊等地區，約佔江西總面積的三分之二。外省的贛語使用人口主要是歷史上由江西本土遷移出去或又再次遷往第三地的居民，今天主要居住於湘東和閩西北、鄂東南、皖西南和湘西南等地區。統計下來贛語的分佈總面積近20萬平方公里，在南方六大漢語中，分布地域最廣。而根據第二版的《中國語言地圖集》（2012年）的統計數據，贛語人口分佈在江西的有2,900萬、安徽約450萬、湖北約530萬、湖南約900萬、福建約27萬，總計4,800萬左右。
贛語主體區通行地域的四極為：
- 極北：安徽的岳西

- 極東：江西的铅山

- 極南：湖南的資興

- 極西：湖南的洞口

## 系屬
贛語的系屬一直都是學術界爭論的焦點，基本上可以歸為二類的觀點：
第一種觀點認為贛語是漢語的一種「方言」，中國大陸的學術界因歷史、文化等因素而多持有這種觀點。而且贛語使用人口亦較多認為贛語是屬於漢語方言的一種，這多出自於學術宣傳、政治考量、民族感情等諸多因素，也因為贛語相較於粵語、閩語和官話有一定的相似性。
第二種觀點認為贛語本身就是一種語言，海外語言學家在做漢語言學研究時就把贛語和其他漢語分別作為單個語言研究。因為從語言學角度上看，凡是互相之間不能通話的，均應列為不同的語言。而贛語和其他漢語在語音、辭彙、語法上都存在著顯著的差異，口語上對話人是無以溝通的。因此有學者認為，這些不同的漢語基本上是「語言和語言」的關係，而非「方言和方言」的關係。對照世界上對語言的定義分類，同屬印歐語系的英語和德語之間的共用辭彙根據相關研究為58%，法語和義大利語則為80%，西班牙語和葡萄牙語更達87.4%。而這一系列語言都為不同類語言。即使分屬不同語系的中文和日語之間的同源辭彙也有47.5%。而贛語和北方官話之間的互通辭彙僅為46.9%。由此可見，如果以「同源詞」作為指標來衡量語言的話，贛語和北方官話之間的差異已遠甚於「方言」之間的差異。
赣语在音韵上与客家语最为接近，过去有不少语言学家将它们合称为客赣方言（客赣语）。不过，这种分法许多客家研究学者的反对，他们认为客家语是客家民系的重要标识，因而不应该与赣语合二为一。20世纪80年代以后，语言学家们发现了赣语和客家语之间虽有一些共同之处，但差别还是非常明显的，因而拆分为二的看法得到越来越多的语言学者的认同。

## 方言分區

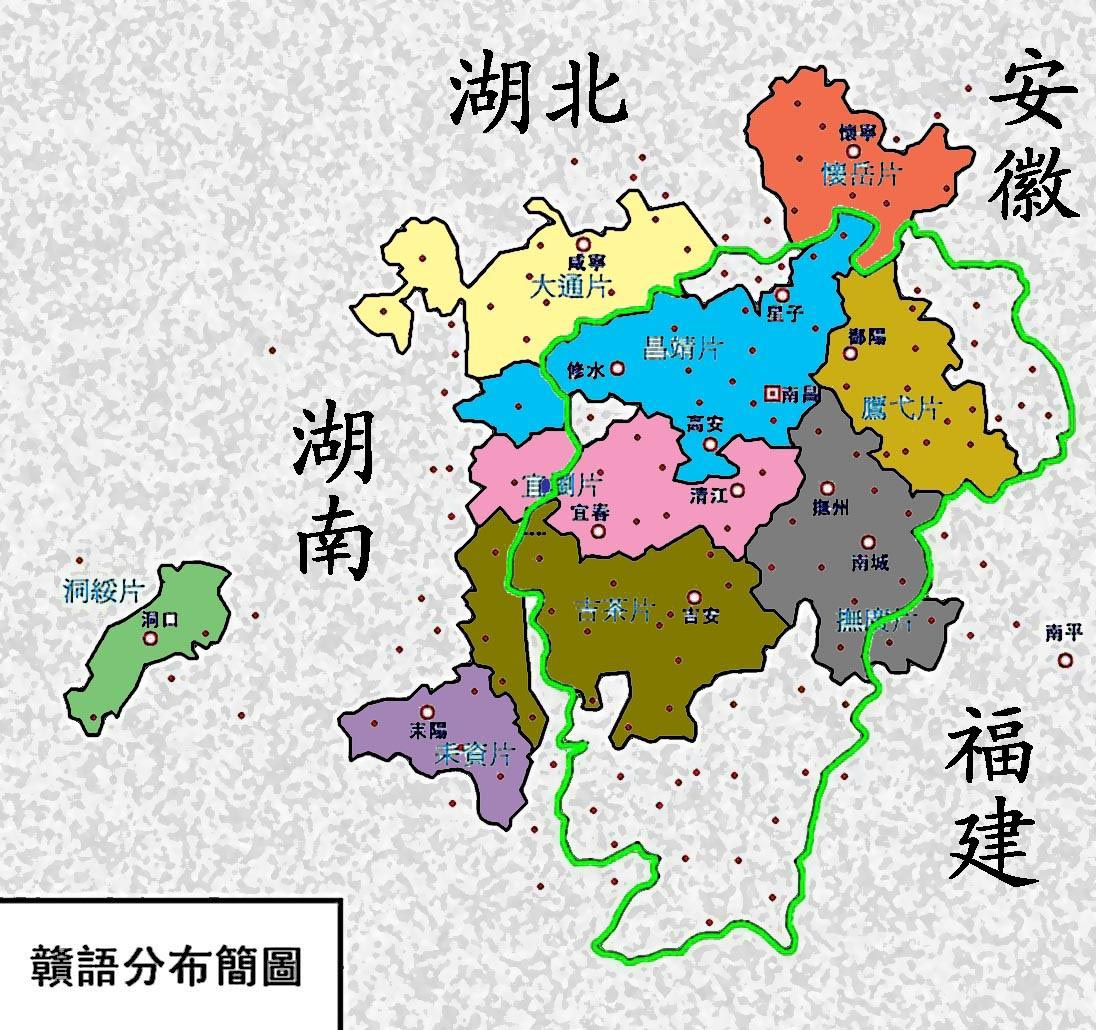
贛語方言與江西省界圖

詳細見贛語方言條目。贛語主要分佈在華東、華中的五個省份。根據「覃談非見系分韻」和「端系字古合口今韻母今讀合口、撮口或者主要母音為圓唇母音」這兩條音韻特徵，可以「懷玉山」和「袁江」為界，將贛語劃分為「北區贛語」和「南區贛語」。「北區贛語」即通行於鄱陽湖平原及周邊區域，具有以上兩條音韻特徵，而「南區贛語」則沒有，但部分縣市亦有例外。
而根據第二版本的《中國語言地圖集》（2012），贛語內部可分為九片方言：
| 片 | 代表方言 | 特徵                                 | 主要分佈地區                           | 主要市縣 |
| --- | -------- | ------------------------------------ | -------------------------------------- | --- |
| 昌都片 | 南昌話   | 去聲分陰陽；陰入調值高，陽入調值低   | 江西西北部分地區                       | （江西的）南昌市、南昌、新建、安義、永修、修水、德安、星子、都昌、湖口、武寧                                                               |
| 宜瀏片 | 宜春話   | 去聲不分陰陽；入聲不分陰陽           | 江西中西部部分地區                     | （江西的）宜春市、宜春、宜豐、上高、樟樹、新淦、萍鄉市、上栗、蘆溪、新余市、分宜、豐城、萬載、高安、奉新、靖安、銅鼓，（湖南的）瀏陽、醴陵 |
| 吉茶片 | 吉安話   | 去聲多不分陰陽；多無入聲；鼻化韻豐富 | 江西中南部部分地區及湖南東部部分地區   | （江西的）吉安市、吉安、吉水、峽江、泰和、永豐、安福、蓮花、永新、井岡山、萬安、遂川，（湖南的）攸縣、茶陵、酃縣                           |
| 撫廣片 | 撫州話   | 去聲讀降調；陰入調值低，陽入調值高   | 江西中東部部分地區及福建西南部部分地區 | （江西的）臨川、崇仁、宜黃、樂安、南城、黎川、資溪、金溪、東鄉、進賢、南豐、廣昌，（福建的）建寧、泰寧、光澤、邵武                         |
| 鷹弋片 | 鷹潭話   | 去聲不分陰陽；入聲分陰陽             | 江西東北部部分地區                     | （江西的）鷹潭市、貴溪、余江、萬年、樂平、景德鎮市、餘干、鄱陽、彭澤、橫峰、弋陽、鉛山                                                     |
| 大通片 | 咸寧話   | 去聲分陰陽；入聲不分陰陽             | 湖北東南部部分地區及湖南東部部分地區   | （湖北的）大冶、咸寧市、嘉魚、赤壁市、黃石市、崇陽、通城、通山、陽新、監利，（湖南的）臨湘、岳陽市、岳陽、華容、平江、瀏陽市               |
| 耒資片 | 耒陽話   | 「搬班」同音；「官關」同音           | 湖南東部部分地區                       | （湖南的）耒陽、常寧、安仁、永興、資興市                                                                                                   |
| 洞綏片 | 洞口話   | 部分地區無入聲                       | 湖南西南部部分地區                     | （湖南的）洞口、綏寧、隆回 |
| 懷嶽片 | 懷寧話   | 古入聲和上聲讀陽去                   | 安徽西南部部分地區                     | （安徽的）懷寧、岳西、潛山、太湖、望江、宿松、東至、石台、池州市、青陽縣                                                                   |
| 注①：以上斜體的市縣名表示該地區非純贛語市縣。 注②：陳章太、李如龍的《閩語研究》劃「邵武、光澤、建寧、泰寧」入贛語撫廣片；《中國大百科全書·語言文字卷》（1988）劃「邵武、光澤、將樂、順昌、建寧、泰寧」入贛語撫廣片。 |          |                                      |                                        | |

## 音韻

### 音韻特徵
贛語的基本語言特徵：
| - 全濁聲母與次清聲母合流（無論平仄） - 宕、江二攝合流 - 魚、虞有分韻的痕跡 - 泥、來一般洪混細分 - 果、假主要母音為o、a - 疑母開口洪音韻字讀[ŋ]聲母 - 牙喉音聲母開口二等字未齶化 - 匣母合口一、二等白讀零聲母 | - 影母開口洪音韻字今讀[ŋ]聲母 - 曉、匣母合口字和非組聲母合流 - 咸山攝一等見系字與二等見系字有別 - 精莊逢今洪音韻混同，知組三等與章組合流 - 見系三四等字在古開口三四等韻母前全都齶化 - 流攝字多數讀為[ɛu、iɛu]或相近的複合元音韻母 - 次濁入聲字一般有兩個走向，部分隨清，部分隨濁 - 日母讀[ȵ]或有[ȵ]的白讀，與泥母在細音前的今讀相同 - 遇攝三等精組、知三章組部分字與止攝合口、蟹攝合口三等精組、知三章組部分字混同 |

### 聲調
贛語各方言大體上都繼承了古漢語平、上、去、入四聲調的分類，並因古清濁分類而再分陰、陽二類。各方言代表點的音調調值如下：
| 古調類 | 平聲 | 平聲 | 上聲 | 上聲 | 去聲 | 去聲 | 入聲 | 入聲 |
| ------ | ---- | ---- | ---- | ---- | ---- | ---- | ---- | ---- |
| 陰陽調 | 陰平 | 陽平 | 陰上 | 陽上 | 陰去 | 陽去 | 陰入 | 陽入 |
| 南昌   | 42   | 24   | 213  | 213  | 45   | 21   | 5    | 2    |
| 吉安   | 34   | 21   | 53   | 53   | 213  | 213  |      |      |
| 鷹潭   | 11   | 24   | 343  | 343  | 42   | 42   | 5    | 3    |
| 撫州   | 32   | 24   | 45   | 45   | 51   | 212  | 2    | 5    |
| 宜春   | 34   | 33   | 21   | 21   | 213  | 213  | 5    | 5    |
| 咸寧   | 44   | 31   | 42   | 42   | 423  | 33   | 55   | 55   |
| 懷寧   | 31   | 44   | 42   | 42   | 35   | 33   | 35   | 35   |
| 耒陽   | 55   | 35   | 53   | 53   | 213  | 213  | 12   | 12   |
| 洞口   | 53   | 24   | 21   | 21   | 35   | 35   |      |      |

注：部分方言不同的調類具有相同的調值，但入聲調有輔音韻尾可區分其頓挫性。因此雖然只存在調值相同，但卻仍是不同聲調。

#### 分派
贛語是一種典型的聲調語言，聲調在語句中起到辨義的功能，但亦有一些變調規則。古漢語的「平上去入分陰陽」的特點在贛語中得到體現，四聲分陰、陽二類，共八個聲調。部分方言陰平、陰上、陰去、陰入、陽平、陽上、陽去、陽入八個聲調全部保留。數量上贛語的各方言聲調多少不一，最少的有如寧岡，只有三類；最多有如永修、德安、都昌等地，多達十類。古代的平、上、去、入四聲在贛語中或有分化，或有歸併，而對贛語聲調的分化有影響的主要因素有以下幾種：
- 古聲母的清濁。贛語的聲調往往会受到古汉语聲母的清、濁的影響。一般來說，各声調的清聲母字為陰調，濁聲母字為陽調。赣语各方言有的平聲不分陰陽；上聲則多數不分陰陽；有的去聲不分陰陽，有的就沒有去聲；有的只有一個入聲調，更有的沒有入聲等等。

- 聲母的送氣與否。目前各漢語中只有贛語的聲調分化會因古聲母的送氣與否而受影響，其主要有兩種受影響情況：

1. 依據古聲母的送氣與否分調。比如都昌的去聲送氣聲母字則與濁聲母字合流為陽去。南昌塔城不送氣的去聲清聲母字歸陽平，送氣的去聲清聲母字歸上聲。新建、安義不送氣的去聲清聲母字為陰去，送氣的也歸上聲。
2. 依據今聲母的送氣與否分調。南昌、新建、南豐的陽平調分為二類：古次濁聲母字為陽平1，全濁聲母字為陽平2。因為這些地區古全濁聲母字今讀送氣聲母，所以實際上是今聲母為不送氣的「麻」、「來」、「泥」、「人」、「顏」、「鹽」等歸陽平1，今聲母為送氣的「朋」、「田」、「從」、「池」、「崇」、「裙」等歸陽平２。

- 古韻類的不同。在贛語中，只有入聲的分化會受到古韻類的影響。古咸、山、深、臻四攝的入聲字常歸為一類；古宕、江、曾、梗、通五攝的入聲字則多歸為另一類。

平聲
贛語的平聲首先会受中古漢語聲母清、濁的影響，清聲母字归为陰平，濁聲母字归为陽平。德安、永修、修水、都昌、新喻等地的陰平还会受到古聲母送氣與否的影響。南昌、新建、南豐的陽平则受今聲母的送氣與否的影响。
贛語的平聲調型有多种类型，其规律是昌都片（南昌、新建為降調）、鷹弋片、撫廣片的陰平多归為平調，宜瀏片的陰平多归為降調，吉茶片的陰平多归為升調。而陰平為平調、降調的方言片，其陽平多归為升調；陰平為升調的方言片，其陽平多归為平調，又以低平調為多見。
上聲
贛語的上聲大多不分陰陽，其昌都片、宜瀏片、鷹弋片、撫廣片的上聲都不分陰陽。但吉茶片的蓮花、安福、遂川三個點的上聲会依古聲母的清濁而分為陰上和陽上兩個調。
去聲
贛語中去声的分配有以下幾種情況：
- 中古去聲字不分流，清、浊聲母都只有一個去聲調。景德鎮、萍鄉、蓮花、鷹潭、貴溪、鉛山、樟樹、安福、永新、新淦、南豐、上高大都如此。
- 中古去聲字依古聲母的清、濁分為陰去、陽去兩類。安義、進賢、武寧、修水、湖口、彭澤、星子、永修、德安、樂平、余江、橫峰、弋陽、餘干、靖安、奉新、高安、臨川、資溪、樂安、宜黃、黎川、南城、廣昌、東鄉、資溪、武寧屬於這一類。其中，湖口、星子、永修、都昌、德安、修水等地的陰去又因古聲母送氣與否而再分為二類。其不送氣聲母(即全清聲母)字為陰去1，送氣聲母(即次清聲母)字為陰去2。
- 遂川的古去聲不送氣清聲母字與濁聲母字合併為陰去1，其送氣清聲母字為陰去2，沒有陽去調。
- 中古去聲字依聲母清、濁分流，但只有一個去聲調，沒有陰去、陽去兩類去聲調。其去聲清、濁聲母字各自的走向又有以下幾種情況：

1. 清聲母去聲字歸陽平，濁聲母去聲字為去聲。新喻、分宜、萬年、宜春、萬載、宜豐、吉安、萬安、峽江、永豐、吉水屬於這一種。
2. 濁聲母去聲字歸陰平，清聲母去聲字為去聲。都昌、波陽、崇仁、貴溪、鉛山、余江屬於這一種。
3. 不送氣去聲清聲母字歸陽平，送氣去聲清聲母字歸上聲，去聲濁聲母字為去聲，南昌（塔城）、新建、安義屬於這一種。

- 沒有去聲，清聲母去聲字歸陽平，濁聲母去聲字歸陰平。寧岡屬於這一種。

入聲
贛語的入聲可以分以下幾類：
- 既有入聲調，又有入聲韻母。又可分兩種情況：

1. 只有一個入聲調，調值一般都比較高：宜豐、上高、新淦（有兩個韻尾）；武寧、宜春、樟樹、樂平、景德鎮、橫峰、鉛山、進賢、南城、永豐（只有一個韻尾）。
2. 有兩個入聲調。昌都片、宜瀏片、鷹弋片通常为陰入高、陽入低；撫廣片通常为陰入低、陽入高。
3. 有三個入聲調。永修、德安的入聲依古聲母的清、濁分陰陽，只有一個 韻尾。其陰入又根據聲母的送氣與否再分為陰入1和陰入2，因此實際上有三個入聲調。安義的入聲則依聲母的清濁分陰陽兩大類，其陰入又分為兩調因此也有 三個入聲韻尾。
4. 有四個入聲調。都昌的入聲依古聲母的清濁分陰陽，有兩個韻尾。其陰入與陽入各根據聲母的送氣與否再分為陰入1、陰入2和陽入1、陽入2，所以實際上有四個入聲調。

- 有入聲調，無入聲韻母。

1. 只有一個入聲調，讀長音，無塞音韻尾，無入聲韻母，比如星子、鄱陽等地。

- 沒有入聲調，亦沒有入聲韻母。古入聲字派入其他調類。根據派入調類的不同，可以分以下幾種情況：

1. 湖口、彭澤按入聲字聲母的清濁分別派入陰去和陽去。
2. 分宜、峽江、安福、蓮花、萍鄉、寧岡、永新、吉水、吉安、泰和通常依入聲字聲母的清濁分別派入陰平和陽去。
3. 遂川古入聲清聲母字歸陰去2，入聲濁聲母字歸陰去1。

#### 變音
日常用語中有一些變音現象，但在贛語中這一點並沒有十分突出。
- 音的增加：多由於音節之間的同化作用而引起的。例如：什哩人哦？ɕit li ȵin o?→ɕit li ȵin ŋo?

- 音的縮減：部分由於語速過快而導致音節的併合。例如：第二日[tʰi ɵ ȵit]→第日[tʰi ȵit]、不要[pit iɛu]→嫑[piɛu]

至於變調現象贛語不十分顯著。南昌贛語的連續變調只是從前字開始變的，一個調類一種變法，曲折調皆變。其規律有如只有上聲字在平聲、陰去、入聲前變調為13，上聲、陽去前變為24，輕聲前變為21。例如：老蛤[lau kot]、好看[hau kʰon]、棗子[ʦau ʦz̩]。

### 聲母
贛語南昌话的聲母共有十九個音素，如下表：
|        |        | 雙唇  | 唇齒 | 舌尖前 | 舌尖中 | 舌面前 | 舌面中 | 舌面後 | 喉   |
| ------ | ------ | ----- | ---- | ------ | ------ | ------ | ------ | ------ | ---- |
| 塞音   | 不送氣 | p 巴  |      |        | t 打   |        |        | k 家   | ʔ    |
| 塞音   | 送氣   | pʰ 白 |      |        | tʰ 達  |        |        | kʰ 客  |      |
| 鼻音   | 鼻音   | m 望  |      |        |        |        | ȵ 讓   | ŋ 昂   |      |
| 摩擦音 | 摩擦音 |       | f 花 | s 紗   |        | ɕ 寫   |        |        | h 蝦 |
| 塞擦音 | 不送氣 |       |      | ts 渣  |        | tɕ 脊  |        |        |      |
| 塞擦音 | 送氣   |       |      | tsʰ 茶 |        | tɕʰ 喫 |        |        |      |
| 邊音   | 邊音   |       |      |        | l 羅   |        |        |        |      |

### 韻母
贛語韻母可分為「開韻尾」、「閉韻尾」、「促韻尾」三類，以南昌贛語為例共有六十七個。
|        | 開韻尾 | 開韻尾 | 開韻尾 | 開韻尾 | 開韻尾 | 鼻韻尾 | 鼻韻尾 | 鼻韻尾 | 鼻韻尾 | 塞韻尾 | 塞韻尾 | 塞韻尾 | 塞韻尾 | 邊鼻韻 |
| 開口呼 | a 扯   | o 何   | ɛ 許   | z̩ 柿   | ɵ 儒   | an 咸  | on 漢  | ɛn 痕  | ɨn 分  | at 八  | ot 撥  | ɛt 北  | ɨt 不  | m̩ 姆   |
| 開口呼 | au 抱  | -      | ɛu 茂  | ɨu 周  | -      | an 咸  | on 漢  | ɛn 痕  | ɨn 分  | at 八  | ot 撥  | ɛt 北  | ɨt 不  | m̩ 姆   |
| 開口呼 | ai 敗  | oi 噯  | -      | -      | -      | aŋ 正  | ɔŋ 裝  | -      | -      | ak 百  | ɔk 剝  | -      | -      | m̩ 姆   |
| 齊齒呼 | -      | -      | iɛu 廟 | i 眉   | -      | -      | -      | iɛn 淹 | in 隱  | -      | -      | iɛt 革 | it 乙  | n̩ 倷   |
| 齊齒呼 | ia 惹  | io 靴  | iɛ 佢  | iu 酒  | -      | iaŋ 井 | iɔŋ 獎 | -      | iuŋ 供 | iak 脊 | iɔk 腳 | -      | iʊk 菊 | n̩ 倷   |
| 合口呼 | ua 話  | uo 禾  | uɛ 哇  | u 母   | -      | uan 灣 | uon 換 | uɛn 耿 | un 滾  | uat 滑 | uot 活 | uɛt 國 | ʊt 勿  | ŋ̍ 五   |
| 合口呼 | uai 懷 | -      | -      | ui 委  | -      | uaŋ 梗 | uɔŋ 廣 | -      | ʊŋ 共  | uak 摑 | uɔk 擴 | -      | ʊk 鹿  | ŋ̍ 五   |
| 撮口呼 | -      | yo 瘸  | -      | y 豬   | -      | -      | yon 軟 | -      | yn 女  | -      | yot 絕 | -      | yt 戍  | ŋ̍ 五   |
| ------ | ------ | ------ | ------ | ------ | ------ | ------ | ------ | ------ | ------ | ------ | ------ | ------ | ------ | ------ |

贛語中的輔音韻尾都有不同程度上的簡化。中古漢語中的「-m、-n、-ŋ、-p、-t、-k」六個輔音韻尾，保存了咸深二摄的[-m]、[-p]尾的主要有两塊地方：一塊是東邊的撫廣片，另一塊是昌都片的高安、靖安、奉新、安義，但是這兩個雙唇韻尾亦在逐漸消變過程中。
[-p]、[-t]、[-k]三個塞音在贛語中演變的比較厲害。例如：入聲韻尾全部弱化為喉塞音[-ʔ]的萬載、宜春、鉛山、崇仁等地；[-p]、[-t]尾變成邊音尾[-l]的都昌、修水等地。下面例舉臨川片的六個輔音韻尾：
| 輔音韻尾 | -p   | -t   | -k   | -m   | -n   | -ng  |
| 國際音標 | [-p] | [-t] | [-k] | [-m] | [-n] | [-ŋ] |
| 漢字舉例 | 雜   | 八   | 拍   | 三   | 山   | 松   |

#### 入声韵尾
赣语的入声韵尾演变呈现出复杂的局面，外区少见的现象如：
- 1.中古的 -p -t -k 在某些方言点变成 -uʔ  -iʔ  -ʔ 。江西黎川县城老派有 -p  -iʔ  -ʔ 三种韵尾，但是 -p 尾在黎川县的荷源北部（颜森）变成了 -uʔ 尾，这保留了原来韵尾的唇性特征，但是双唇没有闭拢，比如：鸽 kouʔ  叶 iauʔ 。附近资溪县的乌石（资溪县志）有类似变化：鸭 ŋauʔ 叶 iauʔ 。江西西边的万载也有类似情况，《万载县志》记录的相关韵母有：auʔ 答夹法塔甲；euʔ 设入涉；ieuʔ 猎业协；-z̩uʔ 执；iuʔ 立（六肃局足）。在《万载县志》中只有下面这个对立还算完整：auʔ 答夹法塔甲：aiʔ 辣八瞎发：aʔ 白尺摘。《江西赣方言来母细音今读舌尖塞音现象的考察》（孙宜志） 提及南昌和安义“粒”读tʰiuʔ。安义老派有 -m/p 尾，来母细音读 tʰ 在安义很常见。
- 2.一些方言点的 -l 尾。-l 尾一般是从 -t 尾变来的。《客赣方言比较研究》（刘纶鑫）提到了修水义宁镇（-t -l -ʔ）、都昌（-l -k）、高安县（-l -ʔ）、南丰县琴城镇（-p -t -k -l，-k 也有人标成-ʔ），《江西赣方言语音研究》（孙宜志）提到了都昌三汊港（-l -k）、奉新宋阜乡（-l -ʔ）、鄱阳饶阜镇（-l -k）。在湖南、湖北的一些方言中也可以见到 -l 尾的记载，比较特殊的是湖北通城的演变。吴宗济1936年调查通城十里市的方言时，记录了入声韵的 -l 韵尾。根据董为光20世纪80年代的调查，这个韵尾在当地已经分别变成了 -n 尾、-i 尾和开尾韵字。演变成 -n 尾的一些字在现在通城的一些方言中读 -nʔ （具体音值有不同记法）。当地 -l 尾向 -n -i 的转化，与某些人主张的上古汉语 -l 尾的演变颇有相似之处。
- 3.江西余干的 -tn -kŋ 尾。陈昌仪曾经指出，余干的入声韵在发了塞音尾后，经过短暂的停顿，然后又有一个同部位的鼻音。也即在 -t 后有个 n ，-k 后有个 ŋ 。入声韵的这种鼻音只出现于单字音、句子末尾和句中停顿处。对于余干的这种现象，朱晓农等人在《中国语文》的文章中给过一个解释，认为属于嘎裂音。
- 4.江西湖口（流芳）的浊塞尾 -g 。这是郑张尚芳调查到的。他在《上古汉语》中说：今天也有些汉语方言的入声韵尾较浊，如广东连山话（粤语系统）、江西湖口流芳话江桥话（赣语系统），流芳就是 -g 、-l 相配的……我调查过的方言中，凡是保留浊塞音声母又保留着非 ʔ 塞音尾的方言，这些塞尾都读浊音尾。例如：流芳：直 dzig 角各 kɔg 踢 ɖig  拔 bal 夺lʚl 阔 guɛl 割 kol  刷 sol 骨 kuEl 夹 kal 。郑张说，方言中有浊塞音尾实际并不太罕见，不过常常被方言调查者按习惯处理成清塞音尾了。他认为浊塞音尾比清塞音尾更近于阳声韵尾。
- 5.福建闽赣方言的鼻韵尾。在福建的邵武和光泽，中古咸深二摄的入声字大都变成了鼻韵尾。一般光泽读 -m ，邵武城关读 -n ，但邵武城关以外的不少地方，比如邵武的和平、沿山，还保留 -m 尾。比如“鸭”，光泽 am ，邵武城关 an ，邵武和平 am 。具体演变过程尚不清楚。

### 文白異讀
文白異讀是語言在不同歷史層次的字音的重疊。因為在語言的形成過程中，不同時代的語音特點可能沉積在一起。一般來說，白讀音是該語言所固有的，包括對古代語音的傳承和自身的創新；文讀音多半是受共同語的影響，也包括古代雅音或現代官話。一些字可能既有文讀音又有白讀音，一些也可能只有文讀音沒有白讀音，反之亦然。例如：魚韻字中的「居」只有文讀音[ʨy]，「鋸」則有文白兩讀[ʨy]和[kiɛ]，而「去」只有白讀音[ʨʰiɛ]。贛語中的梗攝字一般都存在文白異讀。在生活中的常用詞彙使用上，經常會有文白交疊的情形，但不致造成表達的困難。文白異讀現象大致可分為四種（左為白話音，右為文讀音）：
- 聲母不同：輔 [pʰu]-[fu]、望 [mɔŋ]-[uɔŋ]、鳥 [tiɛu]-[ȵiɛu]

- 韻母不同：爭 [ʦaŋ]-[ʦɛn]、平[pʰiaŋ]-[pʰin]、格[kak]-[kiɛt]

- 聲母和韻母不同：會 [ui]-[fi]、軟[ȵyon]-[lon]、城[saŋ]-[ʦʰz̩n]

### 語調
語調是指為了表達一個句子的全部意思而對語句前後升降、揚抑的語音系統。它可以把一個個抽象的，籠統的一般意義的連音組連成串，用來表示一個更為複雜的，特定的，具有主觀意義和情感的語句。就總體來說，贛語的語流升降較普通話顯得平穩。即使是疑問句，在普通話中即便沒有疑問語氣詞，後半句的音調也要上升，如「是他告訴你↗的？」。但在贛語中反而有降調趨勢，尤其是對於句首有疑問詞的問句，重音會放在疑問詞上，音高也就在句首。例如：啷↗能咁嘞？（怎麼可以這樣呢？）

## 語法

### 語序
贛語的語序大多數以「SVO型」為主，在一些語境下也可以把賓語置於語句的不同部位。
- 主語+動詞+賓語（SVO）：偶喫吥嘞三缽飯。（我吃了三碗饭。）
- 主語+賓語+動詞（SOV）：倷飯喫嘞啵？（你吃了饭吗？）
- 賓語+主語+動詞（OSV）：飯倷喫撇嘞啵？（你吃完饭了吗？）

### 詞法
- 名詞：贛語中名詞表示動物性別的方式和普通話是不一樣的，表示動物性別的形容詞被置於動物名之後，這與南方大部分少數民族的表達方式是相同的。例如：牛牯、狗公、雞婆。此外，贛語中名詞的詞頭詞尾有如下幾種形式：

1. 「積/仔」，其位於名詞後，一般用來表示「小」的意思，類似普通話中的「子」、「兒」。由於贛語中擁有相當數量的單音詞，所以極其豐富的「積/仔」尾詞便與之互相補償以更好完善表達內容。例如：鑊仔（鍋）、刀仔（刀兒）、新娘仔（新娘）、舊年仔（去年）、兩塊仔（二元左右）。由此可觀之，普通話中不加詞尾的詞語在贛語中帶上了「仔」尾，普通話中帶「兒」尾的詞語在贛語中亦是以「仔」結尾，甚至連時間名詞贛語中亦就能加上「仔」尾。
2. 「頭」，贛語中的「頭」尾亦使用得非常廣泛，普通話中不帶有詞綴的，或帶「子」尾、「兒」尾的詞語在贛語中都可能以「頭」作尾，其使用範圍包括名詞性、動詞性、形容詞性、數量詞性、方位詞性等語素。如：日頭、望頭、小頭、塊頭、裡頭。
3. 「佬」，加在名詞或動賓結構後面，表示成年男子，偶含不敬意，例如：耕田佬、賭錢佬。當位於形容詞或地名後，大多都帶有輕蔑的意思，例如：傻佬、蘇北佬。
4. 「婆」，與「佬」相對，但含義更廣，可表示雌性動物（包括禽類和獸類），亦可以指成年女性，亦時有輕蔑義。例如：雞婆，女客婆，訕婆。
5. 「哩」，相當於普通話的「子」，亦寫成「俚」、「仂」。例如：老媽俚。
6. 「阿」常常作為名詞的前綴。例如：阿公、阿婆、阿香（人名）。
7. 「老」的用法主要有三種，一用於排行，如：老大、老細；一用於名詞性語素前，如：老媽子、老鴉、老鬼；一用於姓氏前，含有尊敬意。例如：老王、老黃。

- 代詞

1. 人稱代詞：贛語的人稱代詞有單複數之分，複數有「俚」、「人」等表示方法，其有如：第一人稱為偶，複數為偶俚；第二人稱為倷，複數為倷俚；第三人稱為佢，複數為佢俚。對於普通話中的「們」可加在表示人的名詞後面以表達多數義，如：同志們、同學們。贛語卻不具備此功能，「俚」等只能置於人稱代詞後。
2. 指示代詞：贛語的指示代詞有近指、遠指兩種方式。近指用「箇」，遠指用「許」。「箇」相當於普通話的「這」，「許」相當於普通話的「那」。例如：箇隻——這個、許滴子——那些。對於表示方式的指示代詞，贛語則使用「咁樣」、「哼樣」，這大致相當於普通話中的「這樣」、「那樣」。例如：咁樣啷扤得正？（這樣怎麼可以？）；莫哼話！（不要那樣說！）
3. 疑問代詞：

| 贛語   | 什哩 | 什哩人 | 什哩地方 | 做什哩 | 啷   | 幾時     | 幾多 |
| 普通話 | 甚麼 | 誰     | 哪兒     | 為甚麼 | 怎麼 | 甚麼時候 | 多少 |

- 形容詞：贛語中的形容詞前常會附加「仄聲字」以加強語義的表現強度。例：「寡淡嗰」、「鱉腥嗰」。有時候可以將屬格介詞「嗰」置於形容詞和名詞之間，以表達更高級的含義。例：「好人」→「咁好嗰人」。贛語形容詞的生動形式很有特色，下面進行部分列舉。（C代表形容詞）

1. 正式的雙音節和多音節形容詞：AC式：烏黑嗰煤塊；AAC式：繃繃緊；CCV式：急急跳
2. 補充式的雙音節和多音節形容詞：CAA式：矮篤篤
3. 雙音節形容詞的重疊、半重疊式：AB-AABB：老驁驁烈烈要喫虧嗰；AB-A頭B腦：昏頭顛腦；AB-A裡AB：茅裡茅草嗰字
4. 陳述式的多音節形容詞：NCC式：眼鼓鼓
5. 單音節形容詞：CC-減弱式：聽偶慢慢子話唦！

- 動詞：贛語擁有極其豐富的動詞，其表意深刻且鮮明。例：「搉」→曲指敲擊、「厾」→用棍狀物捅。贛語並不需要改變動詞本身以表達時態的不同，而只需要加一些綴詞即可。例：「佢到過什哩國家？」為了表達動作的結果，贛語可以同時使用兩個動詞。例：「聽得轉」、「等下著」。參見：贛語的動詞體（页面存档备份，存于）此外，贛語的動詞使用方法有些會異於普通話。例如：重疊式動詞「AA+助詞」結構（包包正、做做著）；「AA」、「ABAB」的相似結構也存在於普通話中，但意義有別。例如：人話話就到。說著說著人就要到了。還有表示強調的重疊式，如「門關關正」，若將此句翻譯成普通話是「把門關好」，但依舊缺乏一層含義。而「ABAB」式則如「話到話到」等表示行動的往復，這使得表達更為生動形象。

- 數量詞：贛語的稱數法對於百位以上的數詞會省略次一級的數目。例如：「一百三」是為一百三十、「二萬九」是為二萬九千。再者部分量詞的功能性比較強，可以代替其他的量詞與名詞或動詞進行組合。如「萬能量詞」——「隻」，它可以和相當數量的名詞搭配。例如：一隻人、一隻豬。再比如動量詞「道」，可以是「望一道」，或「一道橋」。贛語的數量結構亦很有特色，一般來說，當數量結構的數詞是「一」時，「一」可以省略。例如：等下細談。

贛語還有一些數量詞的特殊組合：
1. 量詞+把：這個結構表示概數。比如「隻把」表示「一兩隻」的意思，主觀認為少。例如：「隻把人」意為幾個人
2. 量詞+把+子：這個結構同上面一樣，亦表示概數，但主觀上認為很少。例如：餐把子飯算什哩？（吃幾餐飯算甚麼？）
3. 量詞+子：這個結構中的量詞只能是不定量詞，即「滴」、「多」等，偶爾也用動量詞「下」，量詞前也可以加上「一」，量詞也可以重疊，也是主觀認為少。例如：有滴子眼嘍。（有點指望了。）；箇係嚇下子佢。（這只是嚇嚇他。）
4. 量詞+打+量詞：這個結構相當於普通話的「一+量詞+一+量詞」，比如「碗打碗」的意思是「一碗一碗」，主觀上人為多。例如：佢屋裡崽女幫打幫。（他家裡兒女成群。）
5. 量詞+似+量詞：這一結構普通話裡沒有相應的說法。比如「年似年」的意思大致為「一年左右」，主觀認為比較多。例如：頭髮爛得根似根。（頭髮爛得沒多少了。）

- 副詞
  - 否定副詞：贛語中的否定副詞情況比較複雜。黎川、銅鼓、萬載等地用「嘸」，昌都片（武寧除外）、宜瀏片的新喻以南地區、撫廣片等地區用「伓」，其餘地方則兩者同時使用。其大致的規律是：贛北和贛中的部分地區使用「伓」，贛中「伓」、「嘸」兼用，贛中南部、贛南則使用「嘸」。在「伓」、「嘸」兼用的地區，二者亦不時可隨意互用，「嘸」通常表示「未曾」、「不要」的含義，其他情況則多用「伓」。「伓」、「嘸」的使用方法大致和普通話中的「不」相似，但普通話中的「不」可直接用來回答問句，此功能贛語卻不備具。此外，贛語還有其他的否定副詞。諸如：

1. 「莫」，相當於普通話的「不要」。例如：莫咁悻！（不要這麼得意！）
2. 「冇」，相當於普通話的「沒有」或「還沒有」。例如：偶冇咁話。（我沒有這樣說過。）

- - 範圍副詞

1. 「攏共」，相當於普通話的「總共」。
2. 「吥」，相當於普通話的「完」、「光」。例如：喫吥嘞。（吃完了。）
3. 「湊/添」，相當於普通話的「再」，但其被後置於動詞之後。例如：喫滴子湊/添。（再吃一點。）
4. 「淨系」，相當於普通話的「只是」、「都是」。例如：箇豬肉淨係腈嗰。（這豬肉全是瘦肉。）

- 介詞
  - 關於時間、地點：到，相當於普通話的「在」、「從」。例如：徛到偶箇首。（站在我這兒。）

- - 關於被動、處置：

1. 「拕」，相當於普通話的「被」、「給」。例如：偶拕渠螫嘞口。（我被他咬了一口。）
2. 「搦」（俗作「拿」），相當於普通話的「把」，但這一使用方式不是十分典型。例如：搦箇缽飯吃吥去。（把這碗飯吃掉。）

- 聯係詞：在表達狀態或是性質時，贛語不常使用「係」。例：箇隻樓好高。而在名詞之間則使用「係」。例：佢係爺，倷係崽。再就是為表示強調，贛語可使用「係」，後面通常接連語氣助詞。例：佢係冇整了。（他沒有救了！）

- 語氣詞：贛語中有豐富的語氣助詞來加強語句的表現力度，更簡單直接地表達不同的語氣。如：喫飯哈！（商量）、喫飯唦！（要求）、喫飯啵？（詢問）、喫飯啊？（疑問）、喫飯囉！（高興）、喫飯咯！（懇求）、喫飯喔！（心煩）、喫飯嘍！（催促）、喫飯呃！（應承）、喫飯不嘞/哩？（詰問）。下面討論幾個贛語特有的語氣詞：

1. 「唦」是一個陳述語氣詞，它用於陳述句的肯定形式中，置於句末，帶有商量而又極力說服對方的口氣，所以含「唦」的語句的語氣更顯得委婉。例如：包倷做得正唦！
2. 「囉」是一個陳述語氣詞，它可以用於肯定句，也可以用於否定句。「囉」主要用來舒緩語氣，使語句更加委婉，不含說服壓迫之感。例如：落雨收衣服囉！在某些場合下，「囉」也可以表示一種羡慕的語氣。例如：幾好聽囉！
3. 「嘞」是一個陳述語氣詞，它可以用於肯定句，也可以用於否定句，表示一種叮囑的語氣。例如：記到不要哭嘞。
4. 「啵」是一個疑問語氣詞，其位於句末，用來構成疑問句。例如：係真嗰啵？（是真的嗎？）

### 句法
- 數量補語和指人賓語的位置：動詞後面帶有數量補語和指人賓語時，普通話總是把指人賓語直接放在動詞後面，再加上數量補語，例如：「我看了他一下」。而贛語中二者的位置卻比較靈活。例如：

1. 指人賓語在前，數量賓語在後：偶修嘞佢一餐。（我打了他一場。）
2. 數量賓語在前，指人賓語在後：偶望嘞吖佢。（我看了他一下。）

但如果數量補語指的是時間時，其位置只能位於指人賓語之後，例如：偶等吥倷三日。（我等了你三天。）
- 贛語的副詞在動詞、形容詞之間作為狀語，位置比較靈活。例如：佢人辣傷嘞。（這個人太厲害了。）可是有些副詞卻只能被置於修飾詞之後，甚至被置於句末，如：

1. 「起/先」：①倷去起/先，偶仰上就來。（你先去，我馬上就到。）②拿佢拿到偶起/先。（先把它給我。）以上兩個例句，例句①的「起/先」緊跟在動詞的後面，例句②的「起/先」就和動詞隔開了，所以從整個句子的意義上，「起/先」是作為整個句子的狀語。此外「先」在贛語中還有「暫時」的意思。例如：先咁扤起。（暫時先這樣做吧。）
2. 「湊」：用於表示擴充範圍，其只能被置於賓語、補語的後面或句末。例如：喫碗湊，莫客氣。（再吃一碗，不要客氣。）
3. 「著」作為動詞的修飾成分，是動詞謂語的狀語，表示「暫時」的意思。例如：喫吥飯著。（先把飯吃完再說。）
4. 「係」被置於句末起到強調的作用。例如：倷伓喫嘞係？（你怎麼不繼續吃呢？）
5. 「到」作為動詞的修飾成分，表示「能夠」的意思，大致相當於普通話的「得到」，但其被置於句末。例如：買得許本書到。（買得到那本書。）
6. 「過頭」相當於普通話的「太」，但被置於被修飾語的後面。例如：喫得多過頭嘞會撐到。（吃得太多會很肚脹。）
7. 「多」和「少」兩個形容詞在作狀語時，被置於動詞的後面。例如：走多嘞路。（多走了些路。）；穿少滴衣裳。（少穿點衣服。）
8. 「去」和「來」兩個動詞在作謂語時，通常使用「主語+去/來+賓語」的結構。例如：佢冇來北京。（他沒到北京來。）

- 述賓結構

1. 「得O」結構：普通話的述賓結構的構成方式一般是「V+O」，比如：「尋人」、「端茶」等。但在贛語裡往往要在V和O之間插入「得」字。例如：偶仰上去喊得人來。（我馬上就去找人。）除此之外，「V得O」還能表達「能VO」的意思。例如：咁哈話得事正啊？都這樣了還能繼續說話？當「V得O」的V為「有」的時候，「得」可以置於V前，「有」之前還可以出現其他動詞。例如：偶得有閑才做得正。（得等我有空兒的時候才能做。）當「V得O」的V為「有」的時候，且O為短句時，「得」一般至於短句動詞之前。例如：偶啷有錢得去消費哦！（我怎麼可能有錢去消費？）
2. 「V人」結構：贛語的一些「V人」結構，從結構上看是述賓結構，但語義上卻像是形容詞，它前面可以加上任何程度副詞，這種用法中的「V」一般是心理活動用詞。例如：氣人，硌人，羞人等。
3. 「著O」結構：贛語有大量「著O」式的述賓結構，其中的O可以看作是名詞化了的形容詞。例如：著氣，著驚，著羞等。
4. 贛語中還有一種述賓結構，它形同古漢語中的使動結構。例如：許伓係好過嘞佢。（那不是讓他得利了？）

- 述補結構：贛語有兩種很有特色的述補結構，一是「V+得+趨向補語」，一是「V+得」。也就是說，動詞和趨向補語之間要插入一個「得」，「得」也可以單獨充當補語。例如：偶到公園蕩得回屋。我從公園慢慢走回家；咁做也做得。（這樣做也行。）

- 連謂結構：贛語的連謂結構在處理「來」、「去」、「到」構成的連謂結構時，「來」一般放在句末，構成「去+VP+來」或者「到+VP+來」的結構。例如：偶去借根煙來。（我去借支煙。）另外為表示「準備做某事」，可以有「來+去+VP」和「來+VP」結構；表示「做了某事」，可以有「去+VP」和「到+VP」結構。而在「VP+來」的結構中，「來」顯然已經虛化了，更像一個語氣詞。

- 補語：修飾動詞的補語位於表達句之末，即「動詞+得+賓語+補語」或「動詞+賓語+不+補語」。例如：喫得飯進（吃得下飯）；話倷伓贏（說不過你）。

- 狀語：形容詞充當的狀語被置於動詞的賓語或補語後，例如：喫一餐飽嗰（好好地吃一頓）；睏一餐足個嗰（好好地睡一次覺）。

- 雙賓語：贛語中的雙賓語的位置，是指物賓語在前，指人賓語在後。例如：佢拿嘞三本書〔到〕偶。（他給了我三本書。）

- 比較句：贛語的比較句主要有兩種形式，除了有如普通話的「甲+比+乙+形容詞」以外，還有將形容詞置於被比較物後面的用法。例如：倷啷也好過佢。（不管怎樣你也比他好。）而當形容詞後接補語時，補語被置於句末，不和形容詞在一起。例如：偶大〔過〕倷兩歲。（我比你大兩歲。）

- 疑問句：贛語在利用肯定和否定的方式表示疑問的時候，可以把賓語置於肯定詞和否定詞之間。例如：倷拿到偶伓拿？（你拿不拿給我？）

## 辭彙
贛語存在相當數量的單音詞，例如：頸（脖子）、跡（痕跡）、掐（節省）、穀（水稻）等等。贛語目前的狀況大體上則是單音詞和多音詞並用。單音詞基本上都是贛語早已故有的，多音詞則大多是借用於現代漢語。此外，贛語不但有固有單音詞和借用多音詞的並用，其固有詞還有新舊兩種說法，例如：聲氣（聲音）、牙子（牙齒）、舊年子（去年）等。對於某些和普通話意義相類同的複音詞，詞素的位置卻與其相反，例如：歡喜（喜歡）、私自（自私）、牢監（監牢）、宵夜（夜宵）、齊整（整齊）、陀螺（螺陀）、氣力（力氣）、口胃（胃口）、機司（司機）、緊要（要緊）、鬧熱（熱鬧）、張慌（慌張）、面前（前面）等等。
再拿贛語和普通話相比較，在一些字詞的定義上亦有不同，這可以從兩方面來看：
- 普通話詞義範圍較廣，贛語詞義範圍較窄。例如：麵，普通話泛指一般糧食磨成的粉或其他粉狀物，如「辣椒麵」、「藥麵兒」，也可指一般的麵條食品，如「炸醬麵」；而贛語只能用來指麵條類製品。飯，普通話泛指糧食煮成的食品，無論「乾飯」或是「稀飯」；而贛語只意指「乾飯」。

- 贛語詞義範圍較廣，普通話詞義範圍較窄。例如：燒，贛語中除了表示「燃燒」，還有「滾燙」的含義；而普通話只有「燃燒」意。話，贛語中可意指談話的內容，還可以指說話的動作；而普通話只有前者的表達義。

而有些字詞的含義上，贛語和普通話的含義則有較大的差距。例如：「房」在贛語中意為「屋子」、「屋」意為「房子」，而普通話中則正好相反；其他有如「行」意為「走」，「面」則為「臉」便是古漢語的餘存。對於這些具有相當數量的古漢語辭彙，這又可以分成兩類情形：
- 某些語詞，在普通話中現在一般已經不常用於口語，只出現在書面語言或特殊片語裡。但這類字詞在贛語口語中卻經常使用。例如：烏，贛語中黑顏色稱為「烏」；普通話一般稱之為「黑」，只有「烏雲」才使用「烏」。禾，贛語稱「水稻」為「禾」；普通話中「禾」字只用於書面語中。

- 另外有些語詞是贛語所特有，在普通話的書面語中已經不再使用，但贛語依舊保存這些字詞的音義。例如：贛語對「差勁的」用「瑣」字，源由《荀子·非十二子》：「飾邪説，文姦言，以梟亂天下，欺惑萬衆，矞宇嵬瑣，使天下混然不知是非，治亂之所存者，有人矣。」其他如「長」則為「莽」，得之《呂氏春秋·知接篇》：「何以為之莽莽也」、「舉」則為「抗」，得之三國魏曹植《洛神賦》：「抗羅袂以淹涕兮，淚流襟之浪浪」等等。

### 敬語體系
贛語中的人稱辭彙除了以上「文法」章節裡所提及的人稱代詞以外，還有諸如敬語、謙辭、昵稱等諸多詞類。敬語中的一大部分都使用於書面語，但口語中亦會使用，例如：「貴寶店」、「府上」、「台甫」、「先生」、「大號」、「好意走/好生走」等都是日常生活經常使用的詞彙。至於口語中亦有一套敬語體系，例如：稱呼長者為「師傅」、「老爺子」；稱呼婦女為「孺人」；稱呼成年男子為「大兄」、「老弟」、「老座」；稱呼成年女子為「大姐」、「妹子」等等，對於木匠更有「博士」的雅稱。與此同時，謙詞諸如「敝姓」、「舍間」，謔稱諸如「荷老」、「姎子」、「雀子」等亦使用在贛語當中。

### 詈語體系
詈辭是所有人類語言共有的一種語言現象，各種語言都有自己獨有的表達方式。贛語中詈辭的使用或而一針見血，或而婉轉含蓄，無論何種方式都能夠非常生動地表達出說話者的語義。主要的詈語表達有下列幾種方式：
- 比喻：贛語詈辭最常使用比喻的事物有如動物、什物、妖邪鬼怪等負面形象，例如：豬兜（愚蠢的人）、猴精（機靈活躍的人）、老棺材（老年男子）、冬瓜（矮個兒的人）、餓死鬼（吃得很多的人）、老妖精（花枝招展的老年女子）等。

- 借代：最經常使用的借代方式是以人身體的某些部位來替代人，如：賤骨頭（不識抬舉的人）、錐子屁豚（好動坐不定的人）等，這些以骨頭、屁股替代個人帶有明顯的輕賤語義。更有甚者會以男、女性器替代個人，如：好喫屄（吃個不停的人）、侲卵（愚昧的人）等，但此類粗俗表達現一般不為多數人所接受。

- 藏詞：有些詈辭表達初聽起來難以察覺其粗鄙之意，只有聯想推理之後才能知其本意，如南昌話中的「夾沙糕」一詞，自此表面沒有半點鄙意，但若想之糕點夾有沙礫必會硌人，使人難以下咽。將「夾沙糕」用於個人是指其為人古怪，周邊的人難以與其相處，如此「夾沙糕」這一表達則顯得惟妙惟肖了。藏詞還有種重要的途徑就是歇後語，如「蛇鑽屁眼都伓扯」是形容人懶惰之極，即使身臨險境都不願意行動半步。

### 親族詞彙
贛語的親族詞彙除了書面語中使用的「祖父」、「母親」之類的正式用語以外，還有一套屬於自己的白話體系，其有包含引稱和對稱兩類。單舉幾例如下：
```
                            太公━┳━太婆
                                     ┃
                                    公公━┳━婆婆  阿公━┳━阿婆
                           伯娘━━伯爺┫                    ┣母舅━━舅母
                           姑爺━━姑娘┫                    ┣大娘━━大爺
                                             爺━━━┳━━━娘
                                                         ┃ 丈元━┳━丈母
                                             兄弟姊妹┫          ┃
                                                         我━┳━老婆
                              親家━┳━親家母         ┃
                                       ┗新婦━┳━崽━┻━女━┳━郎
                                                   ┃                     ┃
                                              孫子、女           外甥子、女

```

### 觀感詞彙
大量的感官描述辭彙被使用於贛語日常交際中，其構造原理有諸如擬聲、擬態、擬義等方法。模擬詞或而單獨使用，或而聯繫其他辭彙共同表達詞義。對於聽感的描述，有如「哇[kyɛ]叫」、「嘻[ɕit]笑」等；對於觀感的描述，有如「喼[ʨit]綠」、「黆[sɛn]黃」等，再如對其他感官的描述，有如「丩[ʨiu]酸」、「冎[kuat]淡」、「枼[sɛ]薄」、「呼[fut]熱」。至此可以觀察到，贛語對於感官的描繪習慣把仄聲字加在主要義象詞之前，用以加強描述信息的傳遞。

## 歷史

### 發展歷史
贛語區的地理位置決定了贛語必然的多元的歷史層次。遠古時期百越聚居的情況、上古時期「吳頭楚尾」的政治版圖給贛語打下了底層印記，歷史上中原漢民數次大規模遷徙更給贛語留下了深深的痕跡。宋朝以降，江西地區經濟文化等方面的發展達到了空前的高度。贛語的歷史發展，自上古時期至現今，至少有1500年以上的主要發展史。

#### 上古時期
江西的人文歷史可追溯到數萬年前的石器時代，江西萬年縣仙人洞發現了距今上萬年的人類歷史上最早水稻樣本，另外在其他地方也發現了大量新、舊石器時期的文化遺址。鄱陽湖畔的吳城文化出土了極大量的殷商時期青銅器，其數量、品質堪居全國之首。由此可見，早在上古時期贛鄱地區的社會經濟發展程度已經到了非常高的水準。此時期的古江西屬於百越之地，曾經有過「干越國」和「艾國」等非華夏族國家。史載干越國在春秋時期為吳國所滅，其中心地帶可能位於今餘干一帶，而艾國則位於今修水、武寧一帶，後其被楚國併吞。今日人們往往把《山海經》傳說中的「贛巨人」、《太平御覽》所載「干越人」、《戰國策》所載「彭蠡」湖畔的「三苗」人等看作是上古時期江西的土著居民。有學者認為這種百越聚居的情況依舊可以在現今的各南方漢語中找到痕跡，贛語中亦有一些底層詞難以在古書典裡找到來源，卻和一些少數民族語言中的表達方法相似，例如「能幹」在許多贛語方言裡音為[lak]，而壯語中為[lɛk]，其他如「老蛤[kot]」、「牛欄[lan]」等也被疑似為古百越底層詞。潘悟雲、陳忠敏的《釋「儂」》（1995）一文，經過詳細論證之後，指出：『「儂」是古代廣泛分佈於江南的方言詞，既有「人」義，也用來自稱。在現代的吳、閩、徽、贛、粵諸方言中還有它的分佈。』『儂可能就是古百越語詞，意義為族稱和自稱。古代百越人在接受漢語的同時，把他們自己語言中用於族稱和自稱的[noŋ]保留下來，成了這些方言中「人」義和第一人稱的方言詞。』
至春秋時代，江西地方經常被稱為「吳頭楚尾」，是因為江西曾迭為吳、楚、越國的爭雄之地。吳和楚都處於長江中下游，地勢平坦，民間不乏往來，侯國之間戰爭頻殷。西元前506年，吳王伐楚，攻陷楚都，西元前473年越滅吳，西元前306年楚滅越。處於「吳頭楚尾」的江西和各方都有大量關係，而贛語中至今依舊保存著一些很有特色、很常用的古吳語和古楚語詞的積澱，例如《說文》中記載「楚謂竹皮」的「箬」，《集韻》中記載「吳人呼彼」的「𠍲」（今作渠或佢）等諸多吳、楚語詞有相當多地都繼續保留在贛語之中。西漢揚雄在其著作《輶軒使者絕代語釋別國方言》中，提到「南楚」方言達85次，其中單言「南楚」、不並引其他地名有42次，提到「南楚之外」、「南楚之南」10次。而《史記·貨殖列傳》中則註明道：「衡山、九江、江南豫章、長沙，是南楚也。」同時，《方言》中提及的吳越、吳楊越、吳楚等地亦被認為包括江西的部分地區，所以該時期的江西話應是似吳類楚的一種獨具特色、有別於周畿雅言的語言。
吳越楚都是古代南中國的原住民所建立的國家。所以贛語保留這就很是自然了。可惜文獻中關於古吳語和古楚語的記載太少了，否則一定可以發現更多的這類保留在口中的「文物」。
《漢書·地理志》：「餘暨」。應劭注：「吳王闔閭弟夫㮣之所邑」。夫㮣（暨）的封地叫餘暨，這裡的「餘」有「地」的意思，和今侗、水語近義。吳越地名殘留的以「餘」為冠首的至今还有餘汗（餘干）、餘杭等。《漢書·嚴助傳》記載：「越人欲為變，必先田餘干界中。」韋昭注：「越邑，今鄱陽縣也。」

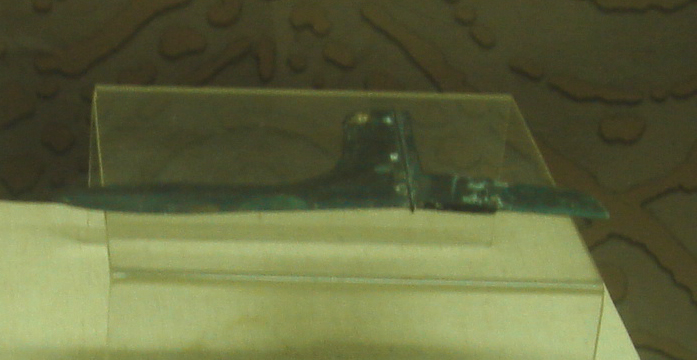
遂川出土的秦朝「臨汾守」銘青銅戈

秦始皇二十六年（西元前221年），使尉屠睢發卒五十萬南下。據《淮南子·人間訓》所載：「其一軍守南野之界，一軍結餘干之水」。用來對付當時福建的東越與廣東的南越國的兩支軍隊給江西帶來了大規模的中原漢民，之後朝廷又增派一萬多女子來為將士作內勤。這時期的大規模移民，這些人口遂形成了江西最初的華夏族人口，對贛語的形成和發展起著非常重要的作用。
兩漢之前，漢人還是比較少涉足江西。《周官》（即《周禮》）稱：「職方氏掌天下之圖，以掌天下之地，辨其邦國、都、鄙：四夷、八蠻、七閩、九貉、五戎、六狄之人民。」《說文解字·蟲部》注：「蠻，南蠻，蛇種。」大概分佈於江西的「蠻越」是以蛇為圖騰的，至今江西人民還是視家中有蛇為好運的象徵。象徵蠻越文化的「船棺葬」廣泛分佈於贛、湘、閩、貴直至雲、貴川，從種種文化特徵來看，當時的原住民夷落中一定有現今的壯侗語族諸民族的先民。
漢高帝初年（西元前202年），漢朝在江西設置豫章郡（贛江原稱豫章江，因此而得名），郡治南昌，下轄十八縣，管轄區域遍佈今江西四方。豫章郡人口由西元2年的將近三十五萬餘人猛增至西元140年的167萬餘人，淨增近132萬人。在當時中國一百多個郡中，豫章郡的人口名次由53位躍居第四位。在揚州的六個郡中，由第五位躍居第一位。當時，揚州總人口的五分之二都住在豫章郡，上古贛語也就隨著秦始皇和漢武帝征南行動和華夏人的南遷而形成了。
中原漢人入贛顯然帶來了比原住民更高的文化，正是因為這種文化上的優勢，使得中原的漢語成為了贛語的主要成分，而原來的百越人的語言以及古吳、楚語都退屬為次要成分。

#### 中古時期
至魏晉南北朝時期，由於中原地區長期處於戰亂動蕩的狀態，「八王之亂」的鬥爭導致了幾百年間中國分裂的局面，「五胡亂華」更是讓成百萬的中原人背井離鄉，南逃謀生。這次動盪時間之長，戰亂之多，災難之深，中國歷史上第一次大規模人口南遷於是就此開始，黃河流域的中原人大量自西向東，自北向南，沿長江中下游全面遷移。處於「吳頭楚尾」的江西，接受了大量並、司、豫諸州的流民，他們起初集聚於鄱陽湖及贛江流域，後或又扩散到赣中。現代贛語的主要源頭也就源自於這次人口大遷徙。
中原漢人徙贛主要是經江東進入江西的，北片贛語應該是江西境內最早形成的方言，它的一些存古特徵是其他贛語方言所沒有的。例如從上古到中古的聲母中都有的全濁聲母b、d、g、ʣ等都保留在鄱陽湖周邊的市縣方言。
經歷南朝數百年的時間，豫章郡的原有方言可能吸收了不少當時中原話的成分，但是仍舊保留著自己固有的特徵。《南史·胡諧之傳》記載：『胡諧之，豫章南昌人也。…上方欲獎以貴族盛姻，以諧之家人語傒音不正，乃遣宮內四五人往諧之家教子女語。二年後，帝問曰：「卿家人語音已正未？」諧之答曰：「宮人少，臣家人多，非唯不能得正音，遂使宮人頓成傒語。」』這段記敘中的所謂「正音」，是指永嘉之亂以後在南朝數百年中逐漸形成的一種語言，即當時主要通行於金陵城裡官僚階層內所使用的「金陵」話。因其在政治上帶有權威性，所以又被稱為「正音」。這裡所謂的「傒語」，即當時南昌一帶的本地語言。

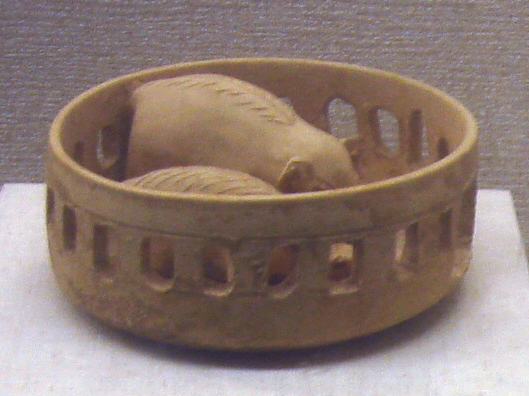
瑞昌出土的晉朝青瓷豬圈，反映了當時贛人富庶的生活場景。

隋唐時期，經過盛唐二百多年的穩定發展，贛語的主要特點已經與現在相差無幾。唐朝的初期，中原居民大範圍地遷徙入江西，尤其是鄱陽湖平原，這時期便產生了原始北片贛語。沙加爾認為，已經消失的唐朝長安方言的一些特徵至今仍保存在北區贛語中：武寧、湖口等地的真正的全濁聲母；齒槽音後談[a]、覃[o]韻組字的不同，等等。此外，沙加爾在陝西發現一些地方和贛語相類的特徵，如「鼻」字在贛語和陝西部分地方都是讀作入聲。在陝西南部（如洪洞、萬榮等地）以及徽州等地還發現送氣清化等贛語的顯著特徵。沙加爾因此認為這可能是唐朝時陝西對江西的移民導致的。到了唐末五代十國的二百年間，又發生了中國歷史上的第二次大分裂。由於安史之亂造成的戰亂，大量北方漢人遷移至東南之地。
贛語自唐朝以後就基本定型，但之後隨著不斷地外來文化影響，贛語因此也增加了不少新的辭彙，如新傳入的中亞文化中的伊斯蘭辭彙，佛教文化的梵語詞等。
到了五代十國的割據時期，中原漢人持續南遷。贛語的全部本徵最終完全得以確定。此外，隋唐之後江西地區成為全國十道之一的「江南道」，經濟社會得到快速發展，人口劇增，江西第一次大規模向外移民也是由此間拉開序幕，南昌、吉安一帶的人口不斷向湖南東北的湘陰、寶慶、新化等地移民。在後續的幾百年間，又由贛北、贛中繼續向湖南東北、湖北東南的江漢平原及鄂東山區、安徽南部的安慶、池州及巢湖平原、福建西北移民。這批次的移民將贛語同時帶到上述地區，贛語今日的分佈格局因此而形成。
從六朝至唐、五代是上古漢語發展為中古漢語的轉變期。早期入贛的漢人帶來的是上古音和上古語詞，後期入贛則帶來中古音和中古語詞。因此從現代的贛語各方言，還可以明顯地看到上古和中古的兩個語言層次。

#### 近古時期

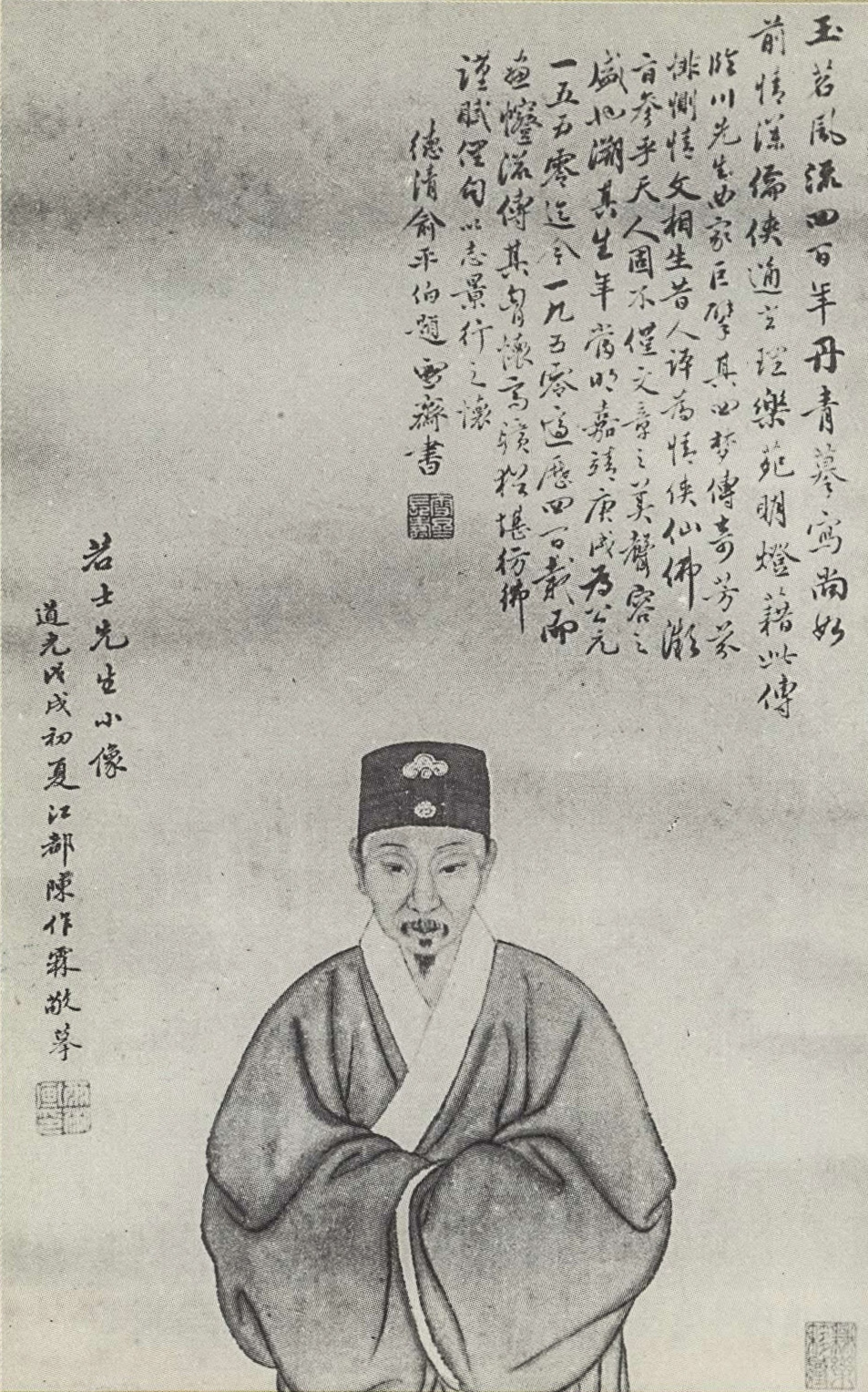
被譽為「東方莎士比亞」的臨川人湯顯祖，其作品中有大量贛語語詞的反映。

在長江以北的地區歷經漢末喪亂、三國紛爭、五胡十六國混戰以及隋唐宋三代的長期發展以後，中國北方的語言逐漸混同，內部一致性日益增加。宋朝偏安南方的時期，北方漢語開始向現代官話的方向發展。至於元明清時期，中央朝廷都將首都設置在今日的北京（大都、燕京），同時以此間形成的北方話作為「正音」。長江作為一道天然的屏障，再加上江西地域山脈縱橫，河流交錯，於是贛語受北方話的影響比較少，比如贛語至今沒有北方官話在這段時期發展所形成的捲舌音、兒化等語音現象，因此贛語與官話之間的差異也就此不斷拉大。同時因為江西地理上幾乎和各個漢語接壤共界，使得其邊緣地區也在一定程度上受到週邊語言影響，贛語自身特點遂有所淡化。
江西處於中國歷史上歷次中原漢民南遷的中心地帶，江西進入了歷史上最輝煌的年代，出現了令後世驚羨的政治、經濟和人文景觀，因此贛語對中國文化、文學有著重要的歷史影響，並且是中國古典戲劇贛劇、採茶戲、弋陽腔等重要藝術流派的說白語言，故歷代有過不少夾雜贛語的作品。

#### 現代時期
在二十世紀初，民國政府曾有計劃在全國範圍內普及以「京音為主，兼顧南北」而制定的國語。但因政治、戰爭等諸多因素未能有效施行。1949年全中國基本統一之後，中國大陸開始加大中國語言統一工作的力度，贛語作為一種地方語言因而處境堪憂。中國大陸政府為了「推廣普通話」而嚴格限制在公眾場合中使用地方語言。尤其是在二十世紀八十年代改革開放以後，隨著人際之間的聯繫越來越頻繁，以及廣播 、電視等媒體的快速發展，贛語受到北方官話的衝擊越來越大，以致現如今年輕一代有一部分人已經不能使用純正的贛語，甚至不再會使用贛語。另一方面，中老年一代因為未受過普通話訓練，通常在說普通話的場合會夾雜濃厚的贛語腔調，從而形成饒有趣味的「塑料普通話」。近年來中國各地要求保護本土語言文化的呼聲越來越大，贛語也逐步走上大眾傳媒。
|        |        |        |        |        |        |  |  | 百越語 （春秋以前） | 百越語 （春秋以前） | 百越語 （春秋以前） | 百越語 （春秋以前） | 百越語 （春秋以前） | 百越語 （春秋以前） |  |  | 古吳語 （春秋時期） | 古吳語 （春秋時期） | 古吳語 （春秋時期） | 古吳語 （春秋時期） | 古吳語 （春秋時期） | 古吳語 （春秋時期） |  |  | 古楚語 （戰國時期） | 古楚語 （戰國時期） | 古楚語 （戰國時期） | 古楚語 （戰國時期） | 古楚語 （戰國時期） | 古楚語 （戰國時期） |  |  | 古漢語 （秦漢以後） | 古漢語 （秦漢以後） | 古漢語 （秦漢以後） | 古漢語 （秦漢以後） | 古漢語 （秦漢以後） | 古漢語 （秦漢以後） |            |            |            |            |            |            |        |        |  |  |        |        |        |        |        |        |  |  |        |        |        |        |        |        |  |  |        |        |        |        |        |        |  |  |  |  |  |  |  |  |  |  |  |  |  |  |
|        |        |        |        |        |        |  |  | 百越語 （春秋以前） | 百越語 （春秋以前） | 百越語 （春秋以前） | 百越語 （春秋以前） | 百越語 （春秋以前） | 百越語 （春秋以前） |  |  | 古吳語 （春秋時期） | 古吳語 （春秋時期） | 古吳語 （春秋時期） | 古吳語 （春秋時期） | 古吳語 （春秋時期） | 古吳語 （春秋時期） |  |  | 古楚語 （戰國時期） | 古楚語 （戰國時期） | 古楚語 （戰國時期） | 古楚語 （戰國時期） | 古楚語 （戰國時期） | 古楚語 （戰國時期） |  |  | 古漢語 （秦漢以後） | 古漢語 （秦漢以後） | 古漢語 （秦漢以後） | 古漢語 （秦漢以後） | 古漢語 （秦漢以後） | 古漢語 （秦漢以後） |            |            |            |            |            |            |        |        |  |  |        |        |        |        |        |        |  |  |        |        |        |        |        |        |  |  |        |        |        |        |        |        |  |  |  |  |  |  |  |  |  |  |  |  |  |  |
|        |        |        |        |        |        |  |  |                     |                     |                     |                     |                     |                     |  |  |                     |                     |                     |                     |                     |                     |  |  |                     |                     |                     |                     |                     |                     |  |  |                     |                     |                     |                     |                     |                     |            |            |            |            |            |            |        |        |  |  |        |        |        |        |        |        |  |  |        |        |        |        |        |        |  |  |        |        |        |        |        |        |  |  |  |  |  |  |  |  |  |  |  |  |  |  |
|        |        |        |        |        |        |  |  |                     |                     |                     |                     |                     |                     |  |  |                     |                     |                     |                     |                     |                     |  |  |                     |                     |                     |                     |                     |                     |  |  |                     |                     |                     |                     |                     |                     |            |            |            |            |            |            |        |        |  |  |        |        |        |        |        |        |  |  |        |        |        |        |        |        |  |  |        |        |        |        |        |        |  |  |  |  |  |  |  |  |  |  |  |  |  |  |
|        |        |        |        |        |        |  |  |                     |                     |                     |                     |                     |                     |  |  |                     |                     |                     |                     |                     |                     |  |  |                     |                     |                     |                     |                     |                     |  |  |                     |                     |                     |                     |                     |                     |            |            |            |            |            |            |        |        |  |  |        |        |        |        |        |        |  |  |        |        |        |        |        |        |  |  |        |        |        |        |        |        |  |  |  |  |  |  |  |  |  |  |  |  |  |  |
|        |        |        |        |        |        |  |  |                     |                     |                     |                     |                     |                     |  |  |                     |                     |                     |                     |                     |                     |  |  | 古贛語              |                     |                     |                     |                     |                     |  |  |                     |                     |                     |                     |                     |                     |            |            |            |            |            |            |        |        |  |  |        |        |        |        |        |        |  |  |        |        |        |        |        |        |  |  |        |        |        |        |        |        |  |  |  |  |  |  |  |  |  |  |  |  |  |  |
|        |        |        |        |        |        |  |  |                     |                     |                     |                     |                     |                     |  |  |                     |                     |                     |                     |                     |                     |  |  |                     |                     |                     |                     |                     |                     |  |  |                     |                     |                     |                     |                     |                     |            |            |            |            |            |            |        |        |  |  |        |        |        |        |        |        |  |  |        |        |        |        |        |        |  |  |        |        |        |        |        |        |  |  |  |  |  |  |  |  |  |  |  |  |  |  |
|        |        |        |        |        |        |  |  |                     |                     |                     |                     |                     |                     |  |  |                     |                     |                     |                     |                     |                     |  |  |                     |                     |                     |                     |                     |                     |  |  |                     |                     |                     |                     |                     |                     |            |            |            |            |            |            |        |        |  |  |        |        |        |        |        |        |  |  |        |        |        |        |        |        |  |  |        |        |        |        |        |        |  |  |  |  |  |  |  |  |  |  |  |  |  |  |
|        |        |        |        |        |        |  |  |                     |                     |                     |                     |                     |                     |  |  |                     |                     |                     |                     |                     |                     |  |  | 現代贛語            | 現代贛語            | 現代贛語            | 現代贛語            | 現代贛語            | 現代贛語            |  |  |                     |                     |                     |                     |                     |                     | 現代客家話 | 現代客家話 | 現代客家話 | 現代客家話 | 現代客家話 | 現代客家話 |        |        |  |  |        |        |        |        |        |        |  |  |        |        |        |        |        |        |  |  |        |        |        |        |        |        |  |  |  |  |  |  |  |  |  |  |  |  |  |  |
|        |        |        |        |        |        |  |  |                     |                     |                     |                     |                     |                     |  |  |                     |                     |                     |                     |                     |                     |  |  | 現代贛語            | 現代贛語            | 現代贛語            | 現代贛語            | 現代贛語            | 現代贛語            |  |  |                     |                     |                     |                     |                     |                     | 現代客家話 | 現代客家話 | 現代客家話 | 現代客家話 | 現代客家話 | 現代客家話 |        |        |  |  |        |        |        |        |        |        |  |  |        |        |        |        |        |        |  |  |        |        |        |        |        |        |  |  |  |  |  |  |  |  |  |  |  |  |  |  |
|        |        |        |        |        |        |  |  |                     |                     |                     |                     |                     |                     |  |  |                     |                     |                     |                     |                     |                     |  |  |                     |                     |                     |                     |                     |                     |  |  |                     |                     |                     |                     |                     |                     |            |            |            |            |            |            |        |        |  |  |        |        |        |        |        |        |  |  |        |        |        |        |        |        |  |  |        |        |        |        |        |        |  |  |  |  |  |  |  |  |  |  |  |  |  |  |
| 懷嶽片 | 懷嶽片 | 懷嶽片 | 懷嶽片 | 懷嶽片 | 懷嶽片 |  |  | 耒資片              | 耒資片              | 耒資片              | 耒資片              | 耒資片              | 耒資片              |  |  | 大通片              | 大通片              | 大通片              | 大通片              | 大通片              | 大通片              |  |  | 昌都片              | 昌都片              | 昌都片              | 昌都片              | 昌都片              | 昌都片              |  |  | 吉茶片              | 吉茶片              | 吉茶片              | 吉茶片              | 吉茶片              | 吉茶片              |            |            | 撫廣片     | 撫廣片     | 撫廣片     | 撫廣片     | 撫廣片 | 撫廣片 |  |  | 宜瀏片 | 宜瀏片 | 宜瀏片 | 宜瀏片 | 宜瀏片 | 宜瀏片 |  |  | 鷹弋片 | 鷹弋片 | 鷹弋片 | 鷹弋片 | 鷹弋片 | 鷹弋片 |  |  | 洞綏片 | 洞綏片 | 洞綏片 | 洞綏片 | 洞綏片 | 洞綏片 |  |  |  |  |  |  |  |  |  |  |  |  |  |  |

### 語音歷史
贛語是多層次多來源的。秦漢以後南遷的中原移民帶來的漢語與當時江西土著居民的語言吳楚語相融合，在三國時期產生了贛語。唐宋元歷次北方南下移民潮的衝擊，是贛語發生了一次次的深刻變化。移民年代的不同，地域的差異，導致了現代贛語中也就積累了不同時期古漢語的語音層次。

#### 上古層次
清代語言學家錢大昕在《十駕齋養新錄》中提出一個廣為接收的上古漢語的語音特點，即「古無輕唇音」，有「幫滂並明」，無「非敷奉微」；以及「古無舌上音」，有「端透定」，無「知徹澄」。而贛語中最存古的層次就表現在聲母方面輕唇音非、敷、奉、微各母字還保留著重唇音pʰ、m；舌上音知、徹、澄二、三等，正齒音三等章、昌兩母讀t、tʰ，船、書、禪三母部分字讀tʰ；正齒音二等初、崇兩母部分字讀tʰ；還有齒頭音清、從兩母讀tʰ；而且更加有來母三四等字有些讀t、tʰ。在韻母方面宕、江兩攝字上，中古是-ŋ尾，上古漢語卻以-m尾，如風、諷、楓、鳳、熊原，贛語的永安話等方言這類字有不少今仍讀-m尾，這是在其他漢語中都比較罕見。韻母方面文白異讀母音由i、e讀a，這a母音可能出現更早。在聲調方面保存的古輔音韻尾-ŋ和k、-n和-t、-m和-p仍對應分明。清代古語音學的「殿后人」黃侃，提出「上古聲母十九紐」，其中有「疑紐」，今普通話「肉、日、冉、染、任、人、忍」等字都歸為「日紐」，而贛語則仍入「疑紐」。
贛語次古層次的讀音是魏晉時期中原移民帶入江西的。它形成於一世紀至六世紀末之間，非常接近當時中國四至六世紀的首都——金陵地區的口音。對照切韻的體系，贛語西北方言的濁塞輔音仍然是真正的濁音。至於母音體系，贛語至今能分辨咸、攝一等字，如在齒齦音後覃組為[-on]，而談組為[-an]；再者贛語還能夠分辨遇攝三等字，如在軟齶音後魚組為[-iɛ]，而虞組為[-y]；再就是區分蟹攝二等字，如開口洪音後皆組為[-ai]，而佳組為[-a]。這些特徵都顯示出贛語的次古層次和古吳語非常接近的。}}
- 唐以前輕唇讀為重唇（[f]讀為[p、pʰ]），史稱「古無輕唇音」，贛語各方言至今仍將許多輕唇音字讀為重唇音聲母。例如：浮、甫、輔聲母為[pʰ]；問、望、忘聲母為[m]。
- 唐以前舌上音均讀為舌頭音（[ȶ]讀為[t]），史稱「古無舌上音」，贛語各方言存在大量將舌上音字讀為舌頭音聲母。例如：啄、涿聲母俱為[t]。
- 上古音匣母、群母相關，諧聲也通諧（如甲-匣、合-鴿、今-含），贛語也把部分匣母字讀為k聲母。例如：呼、環、（底）下聲母全為[kʰ]。
- 上古歌韻字讀[a]母音，漢代佛經譯音以陀、羅譯da、la，今贛語方言歌韻字白讀仍有以a為主要原因的。例如：大、我（部分方言）母音都為[a]。

#### 中古層次
唐朝時期從北方中原大量遷徙而來的移民帶來今天贛語中的中古層次。這時的語言反映了當時中國的標準語音，以當時的長安方言為基準。此時的濁塞輔音正在減弱中；雙唇的唇齒化已經完成。母音的區分大致依靠傳統音韻的「等」。原本的音調系統已經有四聲調個分為二。輔音尾保留無變。因為使用人口數量上的優勢，這個語言層次在贛語中逐漸吸收，但沒有完全掩蓋之前的歷史層次。江西持續接收著唐朝時遷徙來的大量中原移民，相同的情況同樣發生在廣東。今天江西、廣東的語言仍然有「同系」的模樣。
贛語中梗攝陽聲韻通常有文白兩讀，白讀又有不同讀音，一種白讀為[en、in、ən]，一種白讀為[aŋ、iaŋ、uaŋ]，如：正[ʦɪn]義、舞正[ʦaŋ]；行時[hen]、行[haŋ]路。這種同一韻攝乃至同一字存在不同的讀音意味著不同的歷史層次。梗攝陽聲韻白讀為[aŋ、iaŋ、uaŋ]大約代表著兩宋期間中原漢語的讀音，隨著避難南遷的中原移民引入贛語。而白讀為[en、eŋ]則代表著原始贛語的讀音，這一歷史層次在讀音保守的地區存留的更豐富。}}
- 贛語各方言保留有中古音見系聲母在洪音、細音前讀為k、kh、h的特徵。例如：鋸、許、交、鞋。

- 贛語各方言保留有中古音魚、虞二韻有別的特點。例如：去、渠。

- 贛語各方言保留有匣、母、雲母相混的特點（橫、圍聲母相同）。

- 贛語各方言保留有山蟹一二等韻有別（介、蓋和幹、間不同韻）。

- 贛語各方言保留有曾、梗兩攝字韻母有別（升、聲和食、石不同韻）。

- 中古音聲調有入聲，聲母分清濁，贛語各方言大致按聲母的清濁分讀為陰入和陽入兩類。例如：殺石六綠

#### 近古層次
近古層次則具有其他存古層次的屬性。前述諸層次都是由強勁的遷移人口帶來的，第三層次卻是自宋、元以來借自於當時的官話。但贛語的音韻沒有隨著不斷疊加的歷史層次而減少。音韻的改變，本地音或外來音都參照於各歷史層次比例上的發音。唐末至元侵這期間江西政治上不穩定，也就在音韻上產生了豐富的變化，其中一些變化是贛語和一些官話方言所共有的，如蟹攝、梗攝的三、四等字之間的對應關係的混合，齒齦音和舌尖後音的混淆導致三類sifflente減少為二，在前低母音後的軟齶音輔音尾的apicalisation；其他還有些是贛語和湘語之間共有的，如中舌中母音[ə]的anteriorisation。這表示贛語的相關演變如同語言的創新中心，他在當地的獨立性更加有權威性。之後，文學的層次已經形成，老的塞音和塞擦音（至少在A調之下）已經變為送氣清音，再之後h-在前高母音後齶化為ɕ-、在-u前變為雙唇音f-，送氣音和h-因為源自而濁化。這導致音調系統上的一次大的重整。另一個音調的自我修正而發生的改變是正在進行中的將ɸu-替代f-。
近古層次大致是屬於兩宋時期這一歷史階段，包括：
- 全濁聲母清化，歩、白、豆、坐讀為送氣清聲母。
- 見系二等字仍讀為k、kh、h，例如：減、敲、瞎。
- 歌、麻韻之別，例如：歌、家各不同韻。
- 唐江二韻字相混，例如：講、降和角、各相互同音。

### 詞彙歷史

#### 上古層次
只列舉部分在贛語口語中經常使用的上古語詞，以東漢許慎所編中國最早字書《說文解字》及部分先秦古代文獻為證：
- 鼎 《說文·片部》：「鼎，三足兩耳，和五味之寶器也。」今贛語稱尖底炊具為「鼎罐」。
- 《說文·手部》：「拏持也。」今贛語謂收攏為「攎」。
- 禾 《诗·豳风·七月》：「十月納禾稼，黍稷重穋，禾麻菽麥。」今贛語謂水稻為「禾」。
- 炙 《詩·小雅·瓠葉》：「有兔斯首，燔之炙之。」今贛語謂烤火為「炙火」。
- 築 《詩·大雅·緜》：「築之登登，削屢馮馮。」今贛語謂堵塞為「築」。
- 稈 《書·五子之歌》：「予臨兆民，懔乎若朽索之馭六馬。」今贛語謂稻草為「稈」。
- 供 《逸周書·諡法》：「敬事供上曰恭。」今贛語謂贍養父母為「供」。
- 隑 《玉篇》：「企立也。」今贛語謂斜靠為「隑」。
- 衁 《左傳·僖公十五年》：「士刲羊，亦無衁也。」今贛語謂豬血為「豬衁子」。
- 索 《左傳·昭公二十七年》：「或取一編菅焉，或取一秉秆焉，國人投之，遂弗爇也。」今贛語謂繩子為「索」。
- 牸 《易林·訟之井》：「大壯肥牸，惠我諸舅。」今贛語謂母牛為「牛牸」。
- 晏 《論語·子路》：『冉子退朝。子曰：「何晏也？」』今贛語謂晚至為「晏」。
- 弆 《左傳·昭公十九年》：「紡焉以度而去（弆）之。」今贛語謂秘藏為「弆」。
- 橈 《周禮·考工記·矢人》：「橈之以眡其鴻殺之稱也。」今贛語謂彎曲為「橈」。
- 甑 《周禮·考工記·陶人》：「陶人爲甑，實二鬴，厚半寸，脣寸，七穿。」今贛語謂鏤空炊具為「甑子」。
- 廈 《玉篇·广部》：「廈……今之門廡也。」今贛語謂屋舍為「廈仂」。
- 顉 《列子·湯問》：「巧夫顉其頤，則歌合律。」今贛語謂搖頭為「顉」。

#### 中古層次
贛語擁有一大批有音無字的口語詞，其中相當一部分可以在《廣韻》、《集韻》等唐宋語言著作及其他文學創作中找到出處。如：濛、畈、僬、㸺、𡖓、𠞊、䞀、㿭、糝、醭、揇、捼、厾、鐾、𡱰、筧、筅、䅴、㧸、㧾、笪、㶣、擆、忺、捩、挍、𢄺、㧎、煬、脗、戾……
- 跍 蹲 《廣韻》：苦胡切，蹲兒
- 磉 柱下石 《廣韻》：寫朗切，柱下石
- 䐁 底部 《廣韻》：丁穀切，尾下竅也；《集韻》：臀也
- 㬹 腳跟 《集韻》：甾莖切，足筋
- 沕 潛水 《集韻》：莫佩切，潛藏也
- 㧍 牽扯 《集韻》：晡橫切，相牽也
- 徛 站立 《廣韻》：渠倚切，立也
- 𠖫 覆蓋 《集韻》：古𧝓切，蓋也
- 隌 手捂 《集韻》：於金切，隱闇也
- 諹 熱鬧 《廣韻》：餘亮切，歡也
- 囥 秘藏 《集韻》：口浪切，藏也
- 菢 孵 《廣韻》：薄報切，鳥菢子
- 敨 展開 《集韻》：展也

#### 近古層次
江西的經濟、教育、文化在唐、宋、明三個朝代得到了空前的發展，尤其是宋、明兩代，官場和文人雅士使用的雅言、避諱語也傳入正常交際口語當中。比如在贛語中排泄為「出恭」源於古時科舉的應試用語，甚至在贛語中還衍化出「大、小恭（大小便）」、「結恭（便秘）」等引申詞。《廣韻》中「大」有「塗蓋切」[tʰai]和「唐左切」[tʰo]兩個讀音。而在贛語中，「大」表「龐大」義時讀[tʰai]，表「大娘」等親屬用語時讀[tʰo]。對於「大娘」等表達還可以冠以排行數，如「大大娘」、「細大娘」等，「大」的兩個讀音則全部得到體現。其他還有很多有如「相公」、「撇脫」、「齊整」等大量辭彙都是來源於此段時期。
至於近代，隨著社會的發展和地域交流的加強，贛語同其他漢語都引進了大量外來詞。以佛教辭彙為例，諸如頭世、現世、做偈、功德、解脫、清靜、造化、造惡、燒香、罪過、阿彌陀佛等辭彙都是作為口語詞在贛語中使用。西洋引進詞主要以英語為主，如「巴士」來自bus（贛語中還依據大小分其為大巴、中巴等），「泵」來自pump（贛語中動、名詞兩用），「朱古力」來自chocolate（亦使用「巧克力」），「磅」來自pound（贛語中動、名詞兩用）等等。

### 分劃歷史
在現代漢語研究剛剛起步的二十世紀初期，章太炎曾在《訄書》初刻本（1990年）把漢語分為十種，對江西地域的描述為：「及江之中，湖北、湖南、江西為一種」，「福建之汀，附屬於江西，而從贛」，這都非常接近今日對贛語的區域描寫。1934年上海申報館出版發行的《中華民國新地圖》第五圖乙「語言區域圖」中，贛語被劃歸華南官話區；1939年上海申報館出版發行的《中國分省新圖》第四版“語言區域圖”中，贛語則被劃歸爲下江官話。黎錦熙曾就前中央研究院歷史語言研究所給上海申報館《中國分省新圖》擬定的《中國語言區域圖》作了一個略加調整的說明表，主張把中國境內的漢語方言分爲五大系，十七區，其中贛語與湘語合爲江湖區，附於下江官話。1936年，羅常培在《臨川音系》的論述中認為贛語和客家話是「同系異派」，這直接影響李方桂在1937年的《中國的語言和方言》（《中國年鑒》）中把贛語和客家話合為一類，同樣的劃分亦被採用於趙元任在《國語入門》（1948年）中的漢語分區。1948年中央研究院歷史語言研究所在《中華民國新地圖》的《語言規劃圖》中，依據古濁聲母音值的變化將贛語獨立成區。1955年，丁聲樹、李榮在「現代漢語規範學術會議」上發表《漢語方言調查》依舊將贛語和客家話相互分開。這段時期的學術結果對之後歷次的漢語分類都有重要的影響，無論是1980年袁家驊的《漢語方言概要》，還是1987年中、澳兩國合作編制的《中國語言地圖集》，亦或是1989年李榮的《漢語方言的分區》，贛語都一直都是單列成區。

### 研究歷史
江西歷史上出現了多位極其卓著的音韻學家，諸如《大宋重修廣韻》作者南城人陳彭年、《中原音韻》作者高安人周德清、《正字通》作者宜春人張自烈、《問奇集》作者新建人張位等，但鮮有江西人氏對本地口音進行系統性的著述。近代以降，贛語研究就逐漸興起，成書於乾隆年間的《辨字摘要》，反映了兩個半世紀以前贛語臨江方言的語音系統。《韻鏡校箋》中張麟之記載：「往昔相傳，類曰《洪韻》」，而《朱子語類》卷140亦提及：「洪州有一部《洪韻》，太平州亦有一部韻家文字。」除此之外，贛語使用地區的州縣的地方誌中都會對本地方言進行記錄描述。
一般認爲，羅常培的《臨川音系》（1940）是對贛語最早的現代研究書籍。不過在羅常培《臨川音系》發表之前，江西本土就有人對江西方言進行過研究，並使用了「贛方言」這一名稱。他就是《贛方言考》的作者，南康人鄔心普。但鄔氏的「方言考」是對他家鄉的方言「南康土音」的記錄，而南康話現屬客家話，不是真正意義上的「贛方言」。
比鄔氏、羅氏的研究早十多年的有高安人塗銼的《國音四種》。其第四篇「改正土音法」完整地歸納了高安土話的聲韻調系統，並從「聲母的變動」、「韻母的變動」、「聲母、韻母共同的變動」、「平仄的變動」四方面總結了高安方言與國語之間的差異。
現代漢語研究起始於二十世紀初，1940年羅常培出版的《臨川音系》則是現代贛語研究的開山之作。由此算來已有有七十來年的歷史，這段時間大致可分為三個階段：

#### 第一階段
現代贛語研究的第一階段是指1949年以前民國初期這段時期內，語言學上用現代語言學的方法贛語對研究進行研究分析。羅常培的《臨川音系》是第一部使用現代描寫語言學的理論和方法系統地研究現代贛語的專著，於1940年出版（中央研究院歷史語言研究所單刊甲種之十七），全書17.5萬字。該書除了對臨川方言的語音等語言特徵作出詳細地描寫和分析以外，還論述了歷史上歷次中原漢人大規模南遷對贛語和客家話的形成所產生的影響。這本書對調查研究有指導性的意義，對贛語的研究有重要的參考價值。至1935年春天，著名語言學家趙元任和李方桂到南昌進行方言調查，調查對象主要是各市縣來南昌求學的江西各地的學生。當時共調查了五十二個方言點，之後用鋁片錄製的音檔在抗日戰爭中銹蝕損毀。其限於種種條件，調查的材料長期未能發表出版。

#### 第二階段
現代贛語研究的第二階段，是指從1949年中華人民共和國成立之後至文化大革命結束的這一段時期。這段時期內由於社會制度的根本性變革，加之文字改革、推廣普通話等語文工作的進行，其前部分時期的贛語研究是與上述語文工作相互配合而開展的。在贛語的分佈地區，五十年代陸續開展了對贛語縣市的方言普查任務，如1957年和1958年江西省教育廳開辦了兩期方言調查學習班，由江西師範學院的余心樂教授等在南昌訓練來自全省各市縣中學的一批教師和師範學校中文系的學生。之後以普查的成果為基礎，相繼發表了不少方言調查報告和學習普通話手冊。同時起還同樣出版了一些品質很好的著作，諸如余心樂，何姿文的《江西方音辨正》（1964）、楊時逢的《南昌音系》（1969）、余直夫的《奉新音系》（1975）等。
第二階段贛語研究的主要成績是第一次對現代贛語進行了全面調查，大致弄清了現代贛語的基本情況，獲得了大量的方言資料，同時還培養了一批新一代的贛語研究者。這一階段贛語研究的主要特點是工作面廣，強調配合語文工作的實際需要；缺點是由於方言普查的目的主要是為了推廣普通話，要求有限，只有較短的時間留給許多人來完成任務，調查人員的專業水準又參差不起。除部分方言點以外，調查研究的科學性、系統性和深度都還不夠，出版的專著亦有限。而自從文化大革命從1966年開始，一切正常的學術研究都處於地下甚至停滯的狀態。因此第二階段後期的贛語研究乏善可陳也就在想像之中。

#### 第三階段
現代贛語研究的第三階段是指文革結束的1977年至如今的這一段時期。文革結束以後，《方言》、《中國語文》等語言學術專刊上陸續發表了一批贛語研究的學術論文，各大專院校對贛語進行了大量詳細的論述。此外，海外學者在亦有多番贛語研究的著述發表，民國初期由趙元任、李方桂等在江西的調查材料後來由楊時逢整理成若干篇論文在臺灣發表。後年來，法國語言學家沙加爾和日本語言學家大島廣美等人也分別到江西做過實地調查，並在國外發表了各自的學術著作。1983年，中國國家社科規劃重點專案《中國語言地圖集》的編會工作正式啟動。B-11圖（江西湖南）對贛語的分佈情況有詳細的描繪。而同樣的國家社科規劃重點專案《現代漢語方言大詞典》，從1991年起由江蘇教育出版社陸續出版，贛語部分共有三部詞典：熊正輝的《南昌方言詞典》、顏森的《黎川方言詞典》和魏剛強的《萍鄉方言詞典》。
2002年7月2日至7月6日，「第五屆客家方言暨首屆贛方言學術研討會」在江西南昌召開。這次研討會由南昌大學文學院主辦，來自大江南北、海峽兩岸的贛、客方言研究者56人出席了會議。會議共收到論文51篇。會議由南昌大學文學院教授劉綸鑫主持，中國社會科學院語言研究所研究員饒長溶致開幕詞，中國社會科學院語言研究所研究員黃雪貞作會議總結。

## 方言

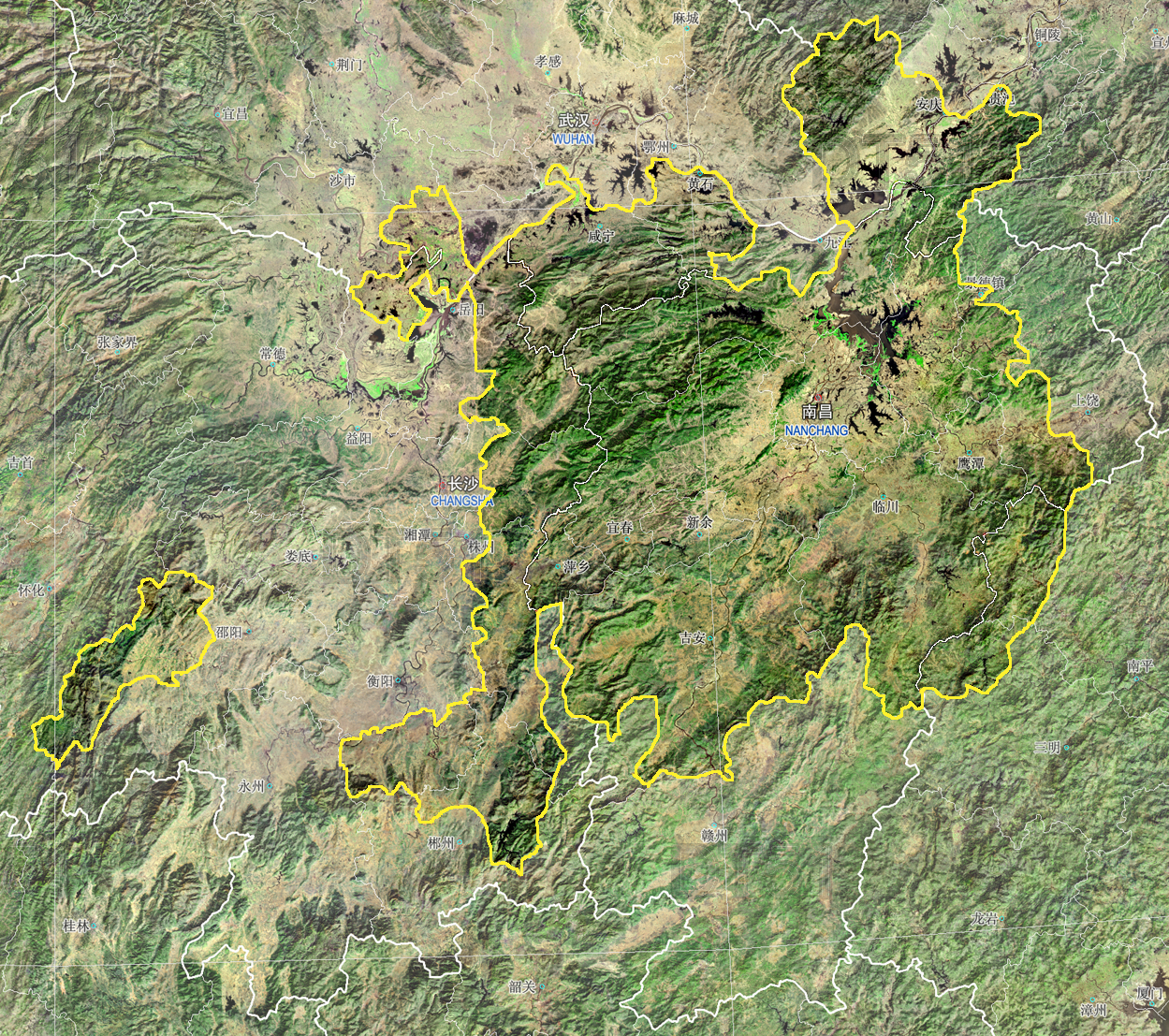
贛地的地貌衛星圖

中國東南一帶多為丘陵地貌，這造成了現代社會以前交通的不便，人們之間交流受到限制，因而古漢語在南方衍化生成了現如今的各類漢語，即使劃分為同一漢語的內部各方言之間也存在相當的差異。江西地貌多以山地丘陵為主，並且與中國其他六大漢語（官、吳、閩、客、粵、湘）的通行地域全部接壤，因此贛語的有些方言在一定程度上受到了周邊語言的影響，贛語甚至有「三里不同調，十里不同音」的誇張說法。

### 主體區

#### 湖南贛語
湖南是贛語在江西本部之外分布最大的一塊區域。江西人自唐朝以來就一直向湖南輸出移民。由於移民時間不同，形成的時間也就會不同。李冬香認為湘東中部的贛語，應該形成於元末明初；湘東北部、南部、以及湘西南主要來自於唐宋時期；湖南中部即湘江亞區主要來自於元末。葛劍雄（1993）指出：「從唐末五代開始，江西作為長江流域的人口輸出中心的地位日益突出。五代時，江西人遷往湘北及長沙一帶已有相當數量。北宋開梅山後遷入的漢人，亦多來自江西。……通過元末明初大移民，贛語深刻地影響了湖南的方言分布。」

#### 湖北贛語
現今湖北的東南一隅都是贛語的範圍。早在唐代，時人就已經察覺江漢平原中部以東地區並不通行楚言，誤稱之「吳語」。到了北宋時期，張耒就在《齊安行》寫道：「黃州楚國分三戶，葛蔓為城當樓櫓。…客檣朝集暮四散，夷言啁啪來湖湘。」這裡的「湖湘」是指黃州附近的長江西南岸，即湖北的東南一帶。明代袁宏道在金牛鎮亦言「村姑語帶蠻」。個中的「夷言」、「蠻」俱是指不同於當時官話系統的贛語了。
這重要的影響因素應該是移民運動。作為文化的天然載體，移民對於語言的擴散無疑具有至關重要的意義。據研究，在明清時期遷入鄂東北的移民中，江西人佔到88%，遷入鄂東南的在80%左右或略多。但其後，鄂東北發展為江淮官話區，而鄂東南則成為了贛語的通行區了。

#### 福建贛語
福建的贛語區主要是邵武、光澤、將樂、順昌、建寧、泰寧等閩北縣市。閩北是福建開發最早的地區，北宋中葉全福建共有100萬戶，閩北就占有40萬戶人家。宋末一百多年戰爭頻憂，屆時江西移民已經開始踏足閩北。嚴燦在《兵火後還鄉》中寫道：「舊時蒼陌今誰問，卻問新移來往人。」這裡的「新移來往人」便是翻過武夷山的江西人。移民大體按路程的近遠而增減，邵武軍最多，南劍州（將樂、順昌）其次，建州（建陽、武夷山市）又次之。江西人對閩移民直到明清之後還在繼續，明代王世懋在《閩部疏》上就說「建邵之人常豫音」，今閩北各縣到處還都有遷來三五代、八九代的「江右人」。

#### 安徽贛語
安徽的贛語區主要是皖西大別山南麓和沿江兩岸的懷寧、嶽西、潛山、太湖、望江、宿松、東至、石台、貴池西部及東南角等八個市縣。據當地人說，他們的祖先應該是在明初的時候從江西的「瓦西壩」成批遷徙至皖定居的。

### 方言島
| 贛語在中國大陸及臺灣的分佈情況                   |
| 贛語的發源地 贛語的主要分佈區 贛語的方言島分佈區 |
| 贛語在中國大陸、海南島及臺灣的分佈情況           |

#### 浙西方言島
明末清初，大量來自江西南豐等地的移民遷入贛東北以及浙西南山區，在當地形成眾多贛語方言島。主要包括兩支，一支是南豐話，另一支是建寧話，統稱為麻山話，都屬於贛語撫廣片。在贛東北，麻山話分佈於8個縣市（含贛語鷹弋片的分佈區域）的100來個鄉鎮，使用人口近20萬。在浙江，南豐話是常山縣的第二大方言，使用人口占全縣人口的1/3。
曹志耘《南部吳語語音研究》列示的分佈於贛閩浙吳語區的贛語方言島有：
- 浙江省衢縣：溝溪鄉直塢村、石果鄉麻蓬村、下鄭鄉下鋪村和苑村等17個村（南豐話）

- 浙江省常山縣：二都橋、宋畈、獅子口、白石、球川、龍繞、同弓、鉗口、芳村、東魯、新昌、芙蓉、毛良塢、招賢、五裏、東案、大橋頭、青石18鄉鎮共526個村（南豐話）

- 江西省廣豐縣：洋口、鶴山2鄉鎮（南豐腔）；河北、梘底、比古3鄉（麻山腔）

- 江西省玉山縣：文成、六都、華村等鄉（南豐話）

- 福建省浦城縣：盤亭鄉界牌村（麻山話，近撫州、南豐口音）等

#### 陝南方言島
陝西東南部有江西移民帶去的話，主要在商洛地區，鎮安、柞水、商南和商縣、洛南、山陽、丹鳳部分地區；安康地區，紫陽、安康部分地區；據說中的寧陝、石泉一帶。 這些分佈於陝西南部安康、商洛山區的“下河話”和“江南話”與當地的中原官話和西南官話區別甚大，而與鄂東、皖西南的方言極為相似。其具體形成與歷史上清朝乾嘉年間鄂東、皖西南地區大規模移民有關。順治十八年，清朝頒布《遷海令》，瀕海居民遷居內陸，由此產生「湖广填陝西」的說法。康熙年間，清政府鼓勵移民墾荒，并頒布優惠條文，這使得大量皖、鄂、湘、贛的居民遷入陝南地區。《商南縣志》記載，全縣人口從乾隆十七年（1752年）的5990餘猛增至光緒三十年（1904年）的102299人，152年間人口翻了近20倍。郭沈青指出，陝南當地人所謂的「下河話」指來自漢水下游鄂東北地區的江淮官話（屬江淮官話黃孝片），「蠻子話」（江南話）指來自皖西南和鄂東南地區的贛語（分屬贛語懷嶽片和大通片）。孟萬春、姜國棟將陝南方言同鄂東贛語和皖西南贛語相比較，發現三者有很大的相似性，「商南蠻子話與其祖語皖西南贛語相隔千山萬水，歷經二百五十多年竟然還保留了很多的相同點。除了語音之外，許多特徵詞也有驚人的相似。」
據調查，陝南地區大致有七個贛方言島，其中四個分佈在商洛地區，三個分佈在安康地區。
- 商丹方言島，分佈在商南、丹鳳兩縣北部的蟒嶺山區，包括商南縣的14個鄉鎮、丹鳳縣的11個鄉鎮。根據1990年人口普查的數據，商丹方言島的贛語使用人口為167668人。
- 陝南方言島，分佈在山陽縣南部金錢河上游，鶻嶺以南的山區，使用人口約9萬。
- 柞東方言島，分佈在柞水縣東部的五個鄉鎮，镇安的洵河流域，使用人口約５萬餘人（1990年）。
- 木王方言島，分佈在鎮安縣西南的木王鎮，使用人口約16874人（1989年）。
- 漢北方言島，分佈在漢濱區北部的叶坪镇、中原鎮大部及東鎮鄉部分，使用人口約15000人。
- 牛蹄方言島，分佈在漢濱區西南的牛蹄鄉，使用人口約7813人（2003年）。
- 中池方言島，分佈在石泉縣東部的中池鄉、迎丰镇，使用人口約5888人。

#### 川南方言島
根據崔榮昌的《四川省西南官話以外的漢語方言》，四川贛語分佈在會東縣的大橋區，源於明代隨軍入川。

#### 黔東南方言島
蔣希文在《黔東南漢語方言》中指出貴州黔東南苗族侗族自治州40%的人口是贛湘移民的居住區，使用的語言和贛語關係頗深。

#### 粵北方言島
梁猷剛發表的《廣東省北部漢語方言的分佈》說到，廣東的贛語分佈在南雄縣、界址區、梅嶺區，及珠璣、湖口、梅嶺少數人，總共大約兩萬多人，當地人自稱為「江西話」。

#### 海南方言島
丁邦新在《海南島方言調查報告》中表示海南的儋縣、昌江縣沿海一帶和三亞市河西區、羊欄鎮的一些村落居民的白話音是一種“介於贛語和客家話之間的一種方言”。

#### 台灣方言島
台灣的江西人基本上都是民國三十七、八年徵兵而來的。 根據「台灣基督長老教會」的統計，僅往台的江西移民數量就達124,670人，擁有大量贛語人口的諸省如湖南、湖北、安徽、福建赴台人數都有10~20萬人次之眾。 徙台的移民大多居住在眷村裡，繼續保留著原住地的方言，但時至今日大多已經式微。

## 和其他語言的關係
地理上，江西可以說是整個南中國的樞紐，既是漢人歷次南遷的走廊、又是苗瑤東進的過道、還是越人西遷源頭之一，多種歷史層次的積累也就使得贛語呈現豐富的多元性。

### 原始層

#### 百越語
主条目：贛語中的部分古百越語詞
上古時代，中華大地上大致分布著華夏、東夷和苗蠻三大氏族集團。華夏居於黃河中游地區，東夷活動於東部地區，而苗蠻則活動於鄱陽湖濱及贛江中下游等南方地區。苗蠻集團古代又稱「有苗」或「三苗」，《戰國策·魏策》注明：「昔者，三苗之居，左彭蠡之波，右洞庭之水」，「彭蠡」即今鄱陽湖。《朱子全集》卷七十一亦寫到：「苗民之國，三徙其都，初在今之筠州……」，「筠州」即今高安。江西等地的考古發現同樣印證了上古三苗人在贛地的生活歷史。「在洞庭湖和鄱陽湖的周圍地帶，都發現了具有濃厚土著色彩的新石器時代晚期文化遺存，如贛北地區的山背文化、湘東北平江舵上坪諸遺存等。……兩地都已產生早期幾何型印紋陶的拍印工藝。因此，都是古三苗的文化遺存。」 但是以山背文化為代表的贛江下游和鄱陽湖地區文化遺存，既表現與古代南方其他原始文化有聯繫，又表現出「鮮明的地方特點」。

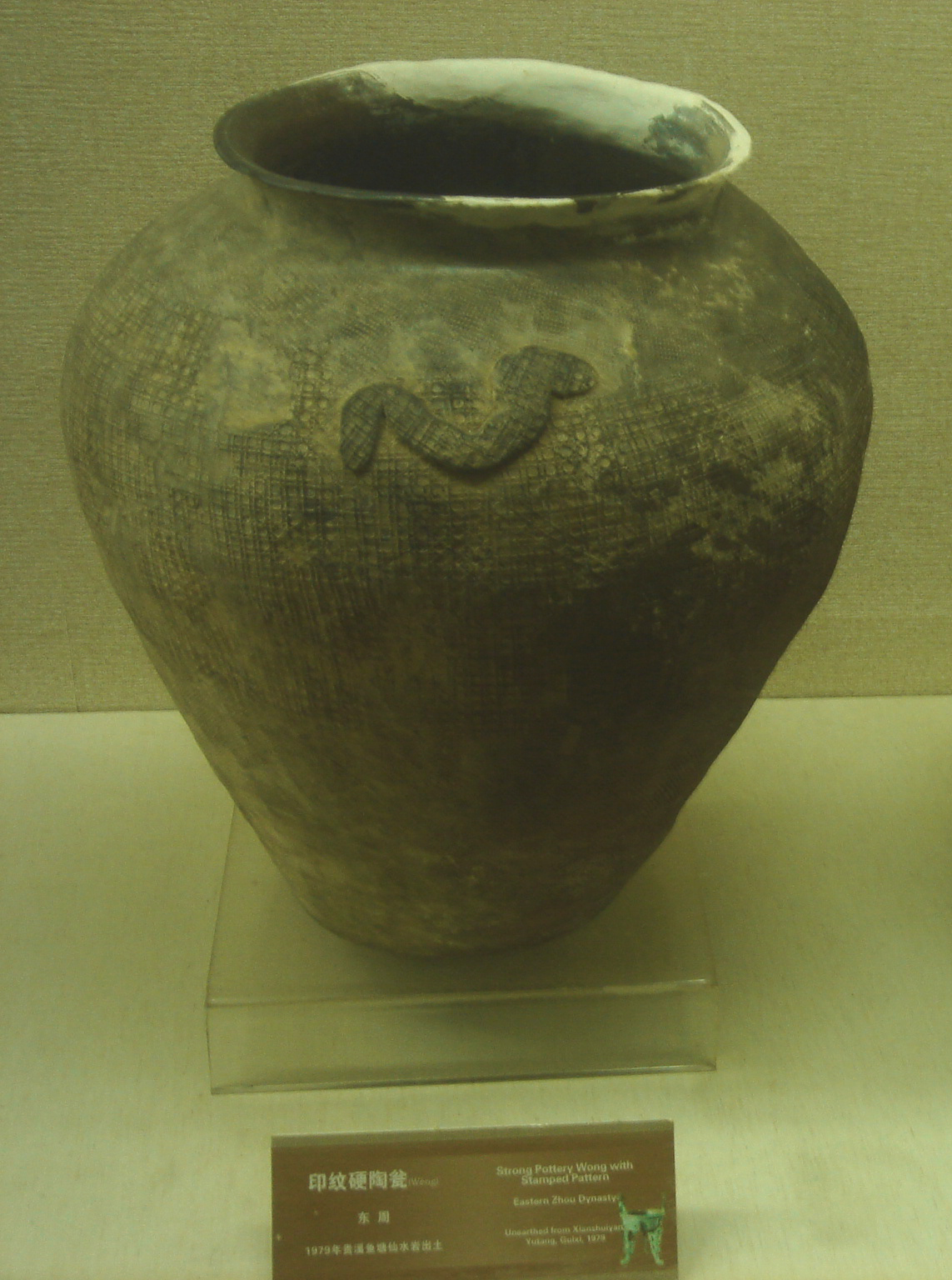
貴溪「懸棺」中出土的印紋硬陶甕，代表著江西先秦時期的百越文化。甕上可以很清楚的看到百越民族的重要圖騰——蛇。

自禹征三苗之後，「三苗」部落便從史籍上消失了，在南方代之而起的是越族。從來源上看，越族可能是苗蠻的後裔。 關於越族的活動範圍，《呂氏春秋·恃君篇》云：「揚漢之南，百越之際。」《漢書·地理志》更具體說「自交趾至會稽，七八千里，百粵雜處，各有種姓。」學界一般都認為「百越所居之地甚廣，占中國東南及南方，如今之浙江、江西、福建、廣東、廣西、越南或至安徽、湖南諸省。」 由此可見，自夏以後，江西等地區的居民應為越族。一般認為古代百越物質文化遺存是以幾何印紋陶為主要特徵的。 而江西境內180餘處已發掘的商周文化遺址基本上都有幾何印紋陶出土。 如中國考古學重大成果之一的江西吳城商代文化遺址就出土了大量幾何印紋陶，紋飾特別豐富，「應是與中原商民族有著密切關係的古越族文化。」
商周時期江西地區的居民為百越民族，其通行的語言自然也就是非華夏語的民族語言——古越語。現在居住於中國南方，歸屬壯侗語系和苗瑤語系的各民族，不論是在語言上，或者是在文化習俗上，都與古代的百越族有一定程度的淵源關係。此外，還有某些學者認為，現今中南半島的一些民族，比如說泰國的泰族、寮國的佬族、越南的京族、甚至屬於南島民族的台灣原住民，都和百越族有相當程度的密切關聯。至今贛語與北方官話之間的差異都還較大，這也是因為其底層與侗台語族有相同的特點。這些特點在語音、語法、辭彙上都有所表現，即古百越語的遺存成分。它们當是古百越人在學得漢語後，遺留在新學語言中的舊語言的沉澱和化石。這可分為幾方面來說： 
如語法方面：1. 侗台語族修飾片語中，中心語常在前，定語常在後。贛語中也常有類似倒序詞，如，腰身（身腰）、牢監（監牢）、鬧熱（熱鬧）、筍乾（乾筍）。2. 台語名詞中動物性別常後加「公」、「母」， 贛語中也一樣，如，豬公（公豬）、牛牯（公牛）、雞婆（母雞）。3. 副詞修飾動詞時，壯語「先」[koon]、布依語「再」[tiam]在動詞後，贛語也如此說，如，走起（先走），吃滴湊（再吃一點），吃快滴（快些兒吃），走好（好好走）。副詞修飾形容詞時，壯語「極」[au]在後，贛語中也有在後的使用，如，辣傷（很辣）、紅狠（很紅）。再比如辭彙方面：1. 名詞。有些事物常見於南方，有字或無字，即使有字，也可能因南方民族詞源而後起。如，蚻巴子（蟑螂）[tshat]，前字相當於傣雅[saat7]。2. 動詞。如，啄tot，鳥啄物；摟[lɛu]，挖，同侗語[lɐu1]等等，都應屬同源。

#### 吳楚語
春秋戰國時代，江西都被稱作「吳頭楚尾」。春秋早、中期，鄱陽湖以西地區都屬於楚的範圍，即所謂「南楚」之地；餘汗（餘干）以東則屬吳越之地。這也就和秦朝之前，鄱陽湖東西兩側分別有鄱、艾兩個封邑的記載相吻合。 春秋晚期，吳國大力拓疆。公元前504年，吳王夫差「伐楚取番（鄱陽縣）」，而後盡占鄱陽湖之楚地，今之贛境全屬吳。公元前473年，越滅吳，盡取其地，今之贛境又歸越。之後，楚國復興，越國退至餘汗以東。至公元前306年左右，楚滅越，今之贛境最終歸楚。可見春秋戰國時期，吳越楚三國交替入主贛地。據此可推測當時江西境內通行的應是吳越語和楚語。
吳國、越國等諸侯國的主體民族為百越人（屬侗台語族等民族）。吳為越並，語言並未變化。越後為楚國所滅，而上古南方漢語只有楚語，原說非漢語的江南各地最初也是被楚國征服的，原始贛語也應由楚語分化，即楚人給贛語地區帶來了華夏語的基礎。楚治吳始於前249年，至西晉永嘉之亂洛陽陷落的310年，也已有560年的發展，楚語和古吳越語相融合已經形成一種由地方特色的語言。
至今贛語還和吳語、湘語有許多語音、辭彙上的共同點。甚至在江西近江至今還保留有一條濁音走廊，從湖口、星子、都昌、永修、德安、武寧、修水到湖北的通城、崇陽、赤壁，到湖南的臨湘、岳陽、平江這十三點，全濁聲母還讀濁音。
贛語除全濁、次清聲母混以外，韻尾保持比較完整，二等有些點有[i]介音，三等[i]介音也比其他南方漢語多，影母洪音讀[ŋ]，表現出古代中原的音韻特點，可能是中原漢音結合南方土語的產物。

### 後世層

#### 古代漢語
中國歷史上歷次中原漢民的不斷南遷使得贛語大部分直接繼承了上古漢語的語言系統。在音韻方面，贛語沒有受到近古時期漢語系語音演變的影響。例如，現今學術一般認為認為上古漢語有19個子音，而贛語的子音亦為19個，亦是說上古漢語的19個子音贛語全部得以保留。在語法方面，古漢語中定語、狀語後置的結構依然繼續存在。辭彙方面更是保留有許多古漢語中的字詞句構。（參照「文法」、「辭彙」等章節）
羅傑瑞（Norman 1988）在《漢語概說》中提出「古南方話」（Old southern Chinese）的假設，以便解釋各東南漢語的一些共同點。他說：「這些方言古代相似的程度遠甚今日，可以視為具有某種共同歷史淵源。」其理由如下：①輕唇讀同重唇 這種現象在閩方言及韓語例證最多，贛、客、粵語則在部分辭彙上有所反映。 ②見組聲母顎化 漢語語音史研究顯示，舌根聲母的顎化歷經兩個階段。較早一個階段是分化為中古時期的見組和章組。較晚一個階段即中古見組到現代方言的變化。前一個階段的變化影響遍及所有漢語方言，只有閩語少數例字猶保存舌根音念法（如「痣、齒、枝」以及當動詞用的「指」）。後一階段的變化只有粵、閩及部分贛客語、吳語未受波及，其他漢語方言都受到影響。 ③上古歌部字在閩、粵、客方言都有古音[-i]尾的遺跡：粵語「舵」 [tʰai]，客家話「我」 [ngai]，福州話「破」[pʰuai]，贛語南昌話「大」[tʰai]、「哪」[lai]或宜黃話「何」[hai]。}}
辭彙方面贛語各方言保留有一批和其他漢語不一樣的古漢語的辭彙和表達。如：日頭（太陽）、月光（月亮）、霍閃（閃電）、日上（白天）、夜裡（夜晚）、當晝（中午）、第日（第二天）、䁐牛（放牛）、屋裡（家）、灰麵（麵粉）、清湯（餛飩）、眠夢（作夢）、通書（黃曆）、話事（說話）、喫贏手（佔便宜）等等。此外還有大量保留古音、古義的詞彙作為日常使用語。如：㡠抻、䆡䆲等等。

#### 現代漢語
歷史上江西時常與周邊鄰省劃分為同一行政區域，例如曾與湖廣同為楚國、與浙江同為吳國、與福建同為百越、與廣東同為「江西行省」、與江蘇同為「兩江道/路」，歷史上中原不斷有移民徙入江西，因此贛語同周邊漢語都有著或多或少、深深淺淺的關係，一般認為與客家話的關係為最。
唐代以降，江西人在中國南方都進行過大量的移民，如明初的時候發生大規模「江西填湖廣」，填補湖北安徽地區因戰亂留下的人口空缺。因此幾乎任何一種南方漢語都可以和贛語掛上鉤，這包括一些相對較小的漢語言，比如徽語、平話等。
|      | 客語 | 徽語 | 吳語 | 湘語 | 粵語 | 閩語 |
| ---- | ---- | ---- | ---- | ---- | ---- | ---- |
| 贛語 | 11.6 | 9.7  | 8.8  | 8.2  | 5.5  | 5.1  |

|      | 閩北  | 湘語  | 閩南  | 吳語  | 客語  | 官話  | 粵語  |
| ---- | ----- | ----- | ----- | ----- | ----- | ----- | ----- |
| 贛語 | 0.778 | 0.775 | 0.727 | 0.708 | 0.689 | 0.676 | 0.647 |

|               | 湘語 （長沙） | 吳語 （蘇州） | 粵語 （廣州） | 客家話 （梅縣） | 官話 （北京） | 閩語 （廈門） |
| ------------- | ------------- | ------------- | ------------- | --------------- | ------------- | ------------- |
| 贛語 （南昌） | 88            | 84            | 78            | 77              | 76            | 64            |

##### 客家話
由於歷史淵源和人文地理等因素，所有漢語言中以客家話與贛語比较相近，通行區域都相互連接，在社會歷史上亦有千絲萬縷的聯繫。贛語和客家話先民居地在東晉以前北起并州上黨，西到司州弘農，東達揚州淮南，中至豫州新蔡安豐。因歷年戰亂而逐次渡江入贛。南下的中原漢民帶來的中原話在楚語分支-傒語的基礎上形成了古代的江西話。後來二者異地分居，各自發展：贛北、贛中的古贛語因為處於地勢開闊的近江、近湖地帶，從而以開放式地方式演變，吸收了近古時期周邊漢語言的影響，最終形成當今的贛語。 客家先民因其地處山區所以演變趨於保守，後又因為江西地方人口膨脹且土、客相仇，客家人再轉徙入臺、粵等地，從而便形成今日的客家話；而且贛語和客家話還同流——在歷史上曾經有過一段時期的共處。這導致於中國語言學界對客家話與贛語是合併為一區還是分成兩區一直有不同看法。直到1948年，中央研究院歷史研究所《中國分省新圖》（第五版）中的「語言區域圖」將漢語分為11個單位，首次將「贛語」和「客家話」分立。
贛客之間相同或相似的歷史層次和演變格局有如：全濁塞音、塞擦音聲母與次清聲母合流；知、章組按等分立；贛語和贛南、閩西客語共同存在來母細音塞化層；日母共同存在中古層；見系開口一等共同存在讀i介音的層次；見系二等都不帶[i]介音；魚韻廣泛存在與虞韻有別的中古層；陽韻合口字「筐眶」廣泛存在讀開口的層次；效攝均有一些點保留一二等豪肴有別的中古層；大面積存在「貓」字讀宵韻的層次；咍、泰韻廣泛存在兩個不同的層次；灰韻廣泛存在中古後期的層次；全濁上聲調廣泛存在兩個不同的層次。 
贛語和客家話長時間地互相滲透影響，要從語音上劃分出二者的界線是很困難的。《中國語言地圖集》把客、贛語分開，主要依據的是聲調特點——古全濁上聲、次濁上聲及部分次濁平聲歸陰平，以及一些日常用詞的不同。羅培常等學者通過比對3000條詞語，客家話內部3點以上一致又與贛語相同的詞語僅543條，不到總數的20％，也低於客家話與粵語相同的733條。大多數條目兩者並不相同，而且，這不相同的詞語大多都是基本或常用辭彙。如在「贛-客-粵」中，耕田分別為「栽禾-蒔田-插秧」，交合則為「肏-鳥-鳥」。1992年李如龍、張雙慶將贛、客常用詞進行比較，得出結論：「在一千多條詞語中，贛、客兩者有明顯差異的條目為478個， 約占總數的百分之四十。可見，儘管贛、客是有緊密的姊妹關係，但在漢語大系中，把它們分為兩個大區還是比較合適的。」並認為，「用辭彙、語法去區分贛、客較之用語音特點的條目更加有效。」因此有學者認為「客家話和贛語的相似只是表面現象」，「贛、客基本詞彙很不同」。 贛、客分區的現行標準中還參入了非語言的要素──「客家意識」，但該因素也使方言分區標準陷入混亂。

##### 湘語
江西歷史上有「吳頭楚尾」的稱謂，但袁家驊等學者認為，「按照合理的推測，古代這片土地的居民的語言可能包括在吳語、楚語以內，或者至少同吳語、楚語有親密的關係」，這說明江西、湖南古代的通行方向應該同古楚語非常接近。而古楚語是今天湘語的源頭之一，因此在所有漢語中贛語和湘語有很大的共同性。如「細伢子」、「堂屋」、「崽」這些基本詞彙在兩種語言中字音和字義都是一樣的。再如量詞「隻」，在贛語和湘語中都被廣泛使用，這一情形在其他漢語中都比較少見。對於雌性動物，二者都加「婆」於名詞後，如「雞婆」、「狗婆」等。有研究指出中原雅音歷史上是由湘地帶入江西的，贛語和湘語之間自然也就有比較多的相似性。
儘管二者歷史上關係密切，但在後來的發展中卻互相走上了不同的道路而差異逐漸明顯。湘語在後來主要受到了西南官話的影響，湖南西北部甚至成為了西南官話區。而自唐以後，贛語和客家話發生發生學上的關係後，二者音系上差異更為加大了。
然而，唐宋以來湖南一直接納著大量的江西移民。譚其驤曾說：湖南人來自天下，江、浙、皖、閩、贛東方之人居其十九；江西一省又居東方之十九；而廬陵一道、南昌一府，又居江西之十九。《湖南人由來考》中統計湖南的外來移民以江西人最多，達63.1%，湖南本省次之，為10.7%，再考其祖貫，則大半又是江西人。隨著江西籍移民的大量湧入，贛語在湖南產生巨大影響，湘東由北向南，乃至湘中、湘西都變成贛語區，而新化、衡山、麻陽數地的湘語也帶上了不同程度的贛語色彩。同時，對於湘語內部形成新、老湘語清濁兩大分野，贛語起到相當大的作用。

##### 吳語
江西古屬吳地，晉朝以後南遷至江西的北方移民在給贛地帶來中原官話的同時亦吸收了當地古吳語的語言成分。最明顯的例子是，古吳語中有非常多的名詞都是以「子」結尾的。這一痕跡在贛語中保留了下來。比如在南昌話中這一現象就非常的普遍，如「奸雀子」、「曱巴子」、「璧蛇子」等，這一現象在其他的漢語中時不常見的。此外，像「找頭」、「看頭」、「想頭」等以「頭」結尾的辭彙據分析亦來自古吳語，並且這些辭彙依舊保留在現今的吳語中。而論及贛語對吳語的影響，以對其宣州片最深。如宣州片的影母洪音都讀[ŋ-]；泥、來母洪音前不分；[g-]母變為清音送氣；「嘚」尾亦十分豐富，這些語音辭彙特徵都是吳語所沒有的，而和贛語相同。
就现实的分布而言，赣语和吴语在赣东北交汇。赣东北的主要方言是赣语、吴语和徽语，此外还散布着众多的方言岛。吴语主要分布在上饶市信州区、上饶县、广丰县和玉山县。如果不算吴语区的其他赣语方言岛，铅山县是江西赣语分布的最东端，当地汉语方言以赣语为主，使用人口约占全县人口的87.4%，吴语主要分布在县境东北的傍罗、青溪和鹅湖（傍罗、青溪现已并入鹅湖），使用人口约占9.7%。铅山还有闽南话和畲话，二者都是明清之时从外地迁来的。
铅山赣语和吴语的并立局面可能较早以前就已存在。宋代朱熹《铅山立春之一》云：“雪拥山腰洞口，春回楚尾吴头。欲问闽天何处，明朝岭水南流。”诗中称铅山为楚尾吴头。清代程夔《河口竹枝词》说：“鸣榔晚起渔舟唱，半是吴歌半楚歌。”信江从青溪进入铅山，流经鹅湖镇政府所在地江村后，又经过铅山的新县城河口。河口现在通行赣语，到说吴语的江村只有十公里。所谓“半是吴歌半楚歌”，可能是指河口附近信江上的渔夫音杂吴楚，语音兼有吴语和楚语（赣语）的成分，也可能是指有的渔夫操吴语，有的操楚语，似以后者为是。就铅山划入吴语的方言点而言，比如江村话，也受了不少当地赣语的影响。而附近上饶话与铅山话的核心词共有率要高于上饶话与广丰和玉山吴语的共有率，说明上饶话与铅山话发生了很深的接触关系，只是上饶话在音系上还保留着浊音（老派）和四声八调的吴语格局。

##### 閩語
北宋的兩百年間，閩北的經濟文化都十分強盛，後因為多番民變導致人口一直銳減到明末。據《福建歷代人口論考》的統計，從明初至明末，建安府人口減少24%，邵武軍減少45%。然而到了清代中葉，建安府人口增加3.5倍，邵武軍更翻了五番之多。其增加人口俱來自兩宋之後人口劇增的江西。如同治年間所修撰的《廣信府志》記載到：「鉛山為入閩門戶，車馬之音晝夜不息。」1958年主編《福建編年史》的陳遵統察看過邵武諸大姓的家譜之後，亦發現邵武的大部分中原移民十有八九是由江西而來。江西對福建的移民從宋朝一直持續到近代，仍有當地居民遷徙而來的時間只有兩三代人。大量的江西移民使得原邵武軍四縣市轉變為贛語。《閩西北七縣市的方言》羅列出當地方言與贛語的相同語音特點多達15項，而與閩語相同的只有9項；常用詞與贛語相同的有92條，與閩語相同的只有31條。此外閩贛語（邵將語）甚至閩北語在辭彙等語言特點上都有不定程度的贛化。

##### 粵語
從地理上看，贛語區和粵語區並無交界，但根據珠江三角洲的人口變動記錄，和遷入廣府氏族（廣府人）的記錄，粵語使用人口主要是宋代尤其是南宋末年從北方遷來的，而且不少來自江西，研究發現粵語和贛語之間的關係也頗密切。梅祖麟《南北朝的江東方言和現代方言》指出：「粵語若干字反映的洽狎之別、支與之脂之別，不是直接導源於江東方言，而且間接來自早期贛語。」但由於有「客家認同」這個非語言因素，以及學術上認為粵語的形成起始於秦漢的假設，本來是一個只有「平面」差異的贛粵體系被分成三支「漢語」。
遷粵的江西移民也影響了粵語的語言文化。詹伯慧、張日昇（1998）指出粵西十縣市中高要、四會、廣寧、德慶、懷集、南豐、新興、平臺等八處都說“喫”。而粵語的中心地區如廣州、東莞等地都說「食」，粵語的非中心地區多數地點則說「喫」，見於《廣韻》入聲錫韻苦擊切：「喫食」。韶關大學中文系的莊初生對此解釋為歷史上有大批的江西移民遷入粵西等地，贛語的「喫」便逐漸取代了粵語原本的「食」。

##### 其他
歷史上，江西人在中國南方進行過大量的遷徙活動，贛語也就因此廣泛分佈於南方各地，更加影響了當地的語言，這都包括一些分佈比較小的語言。
如贛語對徽語的關係上，學術上一直為把徽語劃入「贛語」或是「吳語」而有爭論。地理上徽語的南、西、西北面都受贛語的包圍，在贛語的巨大影響之下，形成一種似贛非贛的語言，尤其在聲母方面古全濁聲母在徽語中全部清化。《中國語言地圖集》中列出徽語共同的九條音韻特徵，其中多達七條和贛語一致。辭彙上平田昌司在《徽州方言研究》中列出18條徽語共有的基本詞，而其中過半都與贛語相同。因此美國漢學家羅傑瑞直接認為「把績溪話劃入贛語的問題不大」。
再比如說湘南、粵北的土話，歷史上這些地區都發生過大規模的江西籍移民遷入。經多位學者查證，發現桂陽、藍山、汝城、臨武、東安、宜章等土話通行區的居民多是唐、宋以後從江西中、北部移民而來的。由於贛語人口的大量遷入，這些地區程度不等地受到了贛語的侵蝕，湘南土話、粵北土話都帶有贛語的特點。

## 相關注釋
1. 1 2  侯精一主编，《現代汉语方言概论》，上海教育出版社2002年出版，143~144页
2. ↑  李如龍 張雙慶．《客贛方言調查報告》（福建：廈門大學出版社，1992年1月）ISBN 7-5615-0385-7
3. ↑  劉綸鑫．《客贛方言比較研究》（北京：中國社會科學出版社，1999年12月）ISBN 7-5004-2716-6
4. ↑  劉澤民．《客贛方言歷史層次研究》（甘肅：甘肅民族出版社，2005年4月）ISBN 7-5421-1028-4
5. ↑  Hammarström, Harald; Forkel, Robert; Haspelmath, Martin; Bank, Sebastian (编). . . Jena: Max Planck Institute for the Science of Human History. 2016.
6. 1 2  张振兴. . 北京: 商务印书馆. 2012-12-01  [2015-01-20]. ISBN 9787100070539. （原始内容存档于2021-05-16）. 按照新的划分，赣语仍然分布在江西、湖南、湖北、安徽、福建5省，共102县市，说赣语的人大约4,800万人左右，其中江西约2,900万，安徽约450万，湖北月530万，湖南约900万，福建约27万
7. ↑  袁家驊. . 北京: 語文出版社. 2001年1月: 126. ISBN 7-80126-474-6 （中文（简体））.
8. ↑  劉綸鑫 1988：「江西東連江蘇、浙江，西鄰湖南、湖北，南接廣東、福建，北部有長江為界，處於官話、吳語、閩語、粵語、湘語及客家話的包圍之中。由於歷史上的多次被人南遷都以江西為主要通道，所以江西的居民成分極其複雜，江西話也就極為複雜。但是對於贛語在語言要素內部存在極大的一致性卻是大家都公認的。」
9. ↑  孫宜志 《江西贛方言中古精莊知章組聲母的今讀研究》：「贛語是指分佈在江西以及比鄰的安徽西南部、湖南的東南部、福建的西北部和湖北的東南部的內部具有較大一致性的漢語方言。」
10. ↑   南方漢語分佈面積比較
11. ↑  一般都將中文的「方言」一詞與西方語言的相對應，但「方言」更準確的英文翻譯應為「regional speech」。更多內容請見。
12. ↑   （页面存档备份，存于） What Is a Chinese "Dialect/Topolect"?
13. ↑  de Francis 1984年
14. ↑   (PDF).   [2008-10-21]. （原始内容 (PDF)存档于2007-07-19）. Dyen et al.於1992年對歐洲語言的研究
15. ↑   （页面存档备份，存于） 國立國語研究所 (1964) 『現代雑誌九十種の用語用字』。
16. ↑  .   [2008-10-21]. （原始内容存档于2009-01-03）. 贛語和其他漢語的辭彙共性
17. ↑  孫宜志、陳昌儀、徐陽春 2001年
18. ↑  孫宜志、陳昌儀、徐陽春 《江西贛方言語音的特點》 南昌大學學報 2001年
19. ↑  聲調的定義包含抑揚性（即實際音高）和頓挫性兩個方面。
20. ↑  .   [2009-12-05]. （原始内容存档于2008-10-16）. 萬年仙人洞種出世界首棵水稻，贛鄱是世界的稻作起源中心區。
21. ↑  李家和 《從吳城遺址看江南的商代文化》
22. ↑  王福堂 《漢語方言語音的演變和層次》
23. ↑  何大安 1987年
24. ↑  萬波 《贛語聲母的歷史層次研究》
25. ↑  贛語中有大面積的舌齒音字讀t、tʰ的現象。據陳昌儀(1991)調查，南城、南豐、廣昌、靖安、奉新、高安、上高、宜豐、萬載、修水、峽江、吉安縣、吉水、蓮花、安福、遂川、安義、永修、新建、萬年、餘江、貴溪、吉安市、萬安、寧岡、泰和、宜春等地，字數很多，甚至覆蓋了知章精莊四組。
26. ↑  侯精一 《現代漢語方言概論》
27. ↑  張偉然 《楚語的演替與湖北歷史時期的方言區域》復旦學報 1992年第二期
28. ↑  李如龍 《福建方言》
29. ↑  《安徽省志·方言志》 第5頁
30. ↑  張盛裕 張成材 《陝甘寧青四省區漢語方言的分區》
31. ↑  薛平拴 《陝西歷史人口和地理》 人民出版社 162頁
32. ↑  孟萬春、姜國棟 《商南蠻子話語音研究》 2006年
33. ↑  郭沈青 《陝南贛方言島》 2008年
34. ↑   （页面存档备份，存于） 榮民文化網
35. ↑  《自由時報》1992年11月28日報導內政部戶政司資料。
36. ↑  徐旭生 1960年
37. 1 2 3  彭適凡 1992年
38. ↑  鄒君孟 1987年
39. ↑  彭適凡 1987年
40. ↑  彭適凡 1992年；陳國強 1988年
41. ↑  林惠祥 1936年
42. ↑  陳國強 1988年；王鐘翰 1994年
43. ↑  《江西的商周考古》 1982年
44. ↑  許懷林 1993年；彭適凡 1992年
45. ↑  李如龍 《漢語方言的比較研究》
46. ↑  .   [2008-10-21]. （原始内容存档于2009-01-03）. 贛語和其他漢語言在音韻上的相互理解性
47. ↑  徐通鏘（1996）《歷史語言學》，頁422，北京：商務印書館。
48. ↑  《客赣方言关系词与客赣方言的关系》，温昌衍，2003年
49. ↑  羅傑瑞 1988年
50. ↑  劉鎮發 2001年
51. ↑  鮑厚星 湖南師範大學中文系
52. ↑  陳景盛 1991年
53. ↑  陳章太、李如龍 1991年
54. ↑  吳松弟 1997年
55. ↑  沙加爾 1998年
56. ↑  客家方言與粵語的關係
57. ↑  鄭張尚芳 中國社會科學院語言研究所
58. ↑  羅傑瑞 《漢語概況》 181頁
59. ↑  唐湘暉 2000年、羅昕如 2002年、彭澤潤 2002年
60. ↑  李冬香 暨南大學中文系
61. ↑  《南昌大學學報》（人文社科版） 2003年第2期

## 外部連結
- 江西語言文字網
- 漢字古今音資料庫：查詢贛語各方言單字發音（現代>贛語）
- 贛語童謠 （页面存档备份，存于）
- 贛語簡介（页面存档备份，存于）
- （英文）Ethnologue report on Gan（页面存档备份，存于）